# Locomotive
Pour les articles homonymes, voir Locomotive (homonymie).

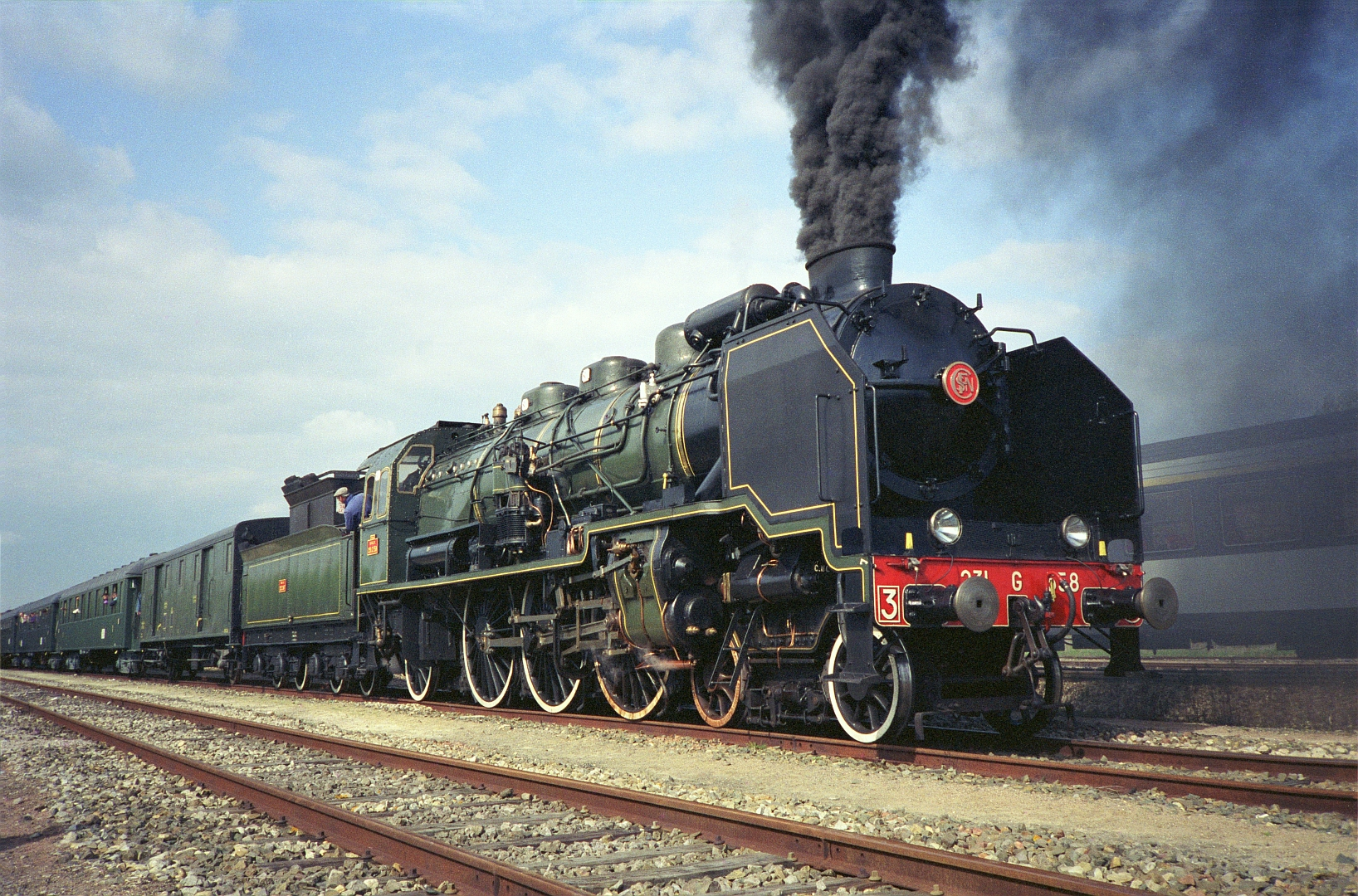
Locomotive à vapeur Pacific 231 G 558.

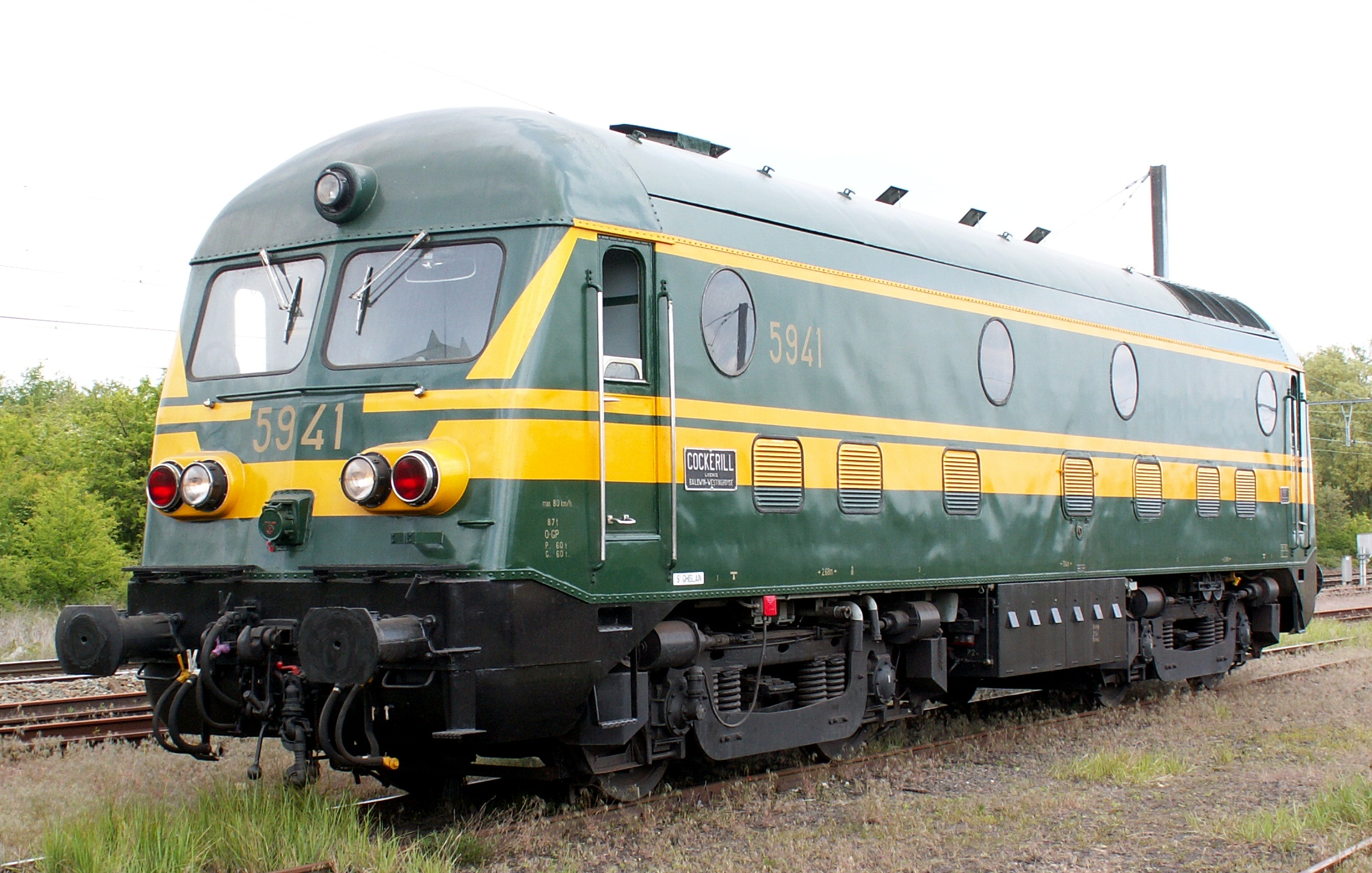
Locomotive Diesel Série 59 (Belgique).

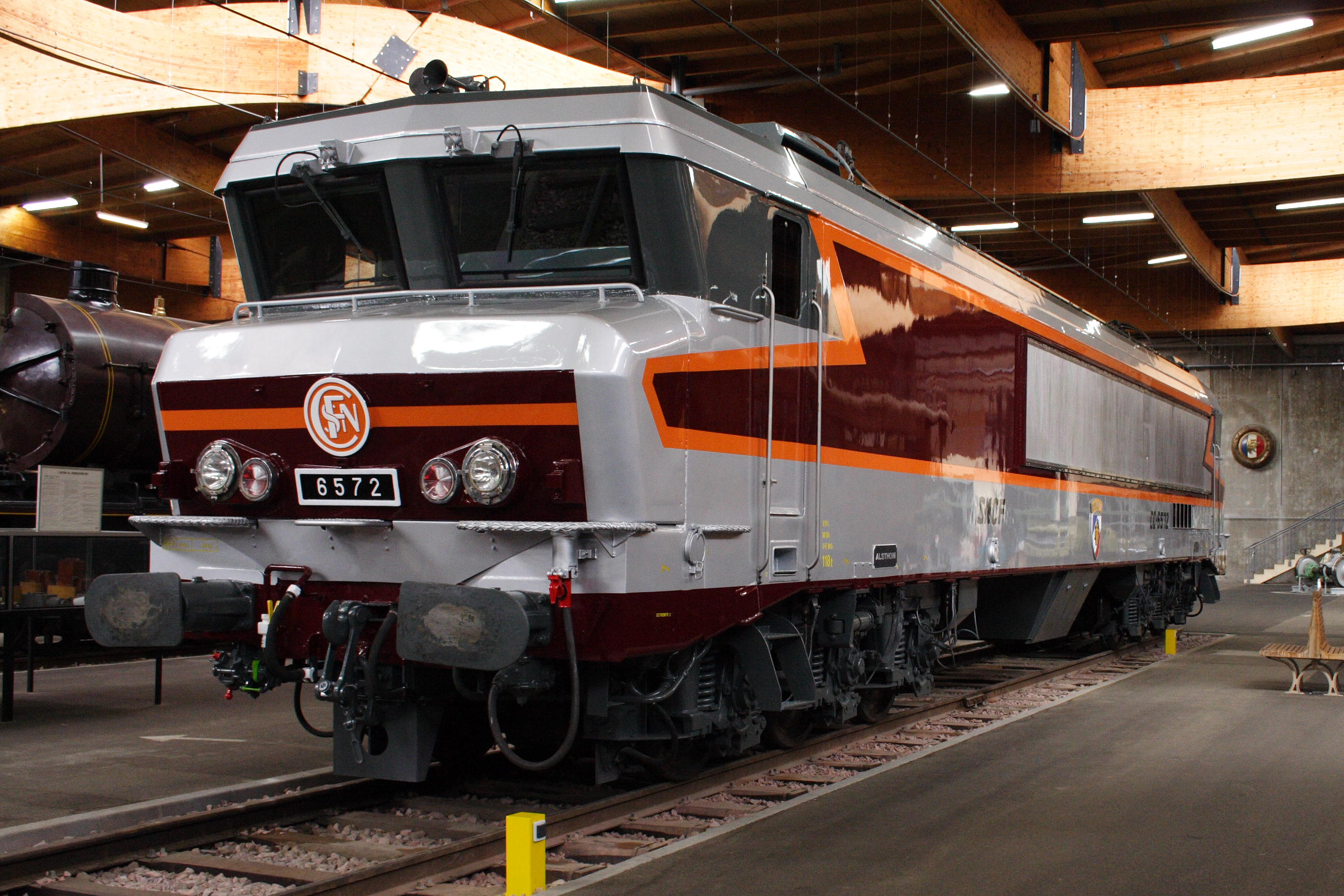
Locomotive électrique CC 6500.

Une locomotive est un véhicule ferroviaire qui fournit l'énergie motrice d'un train. L'adjectif substantivé est originaire du latin loco - « venant d'un lieu », ablatif de « locus », lieu - et du latin médiéval motivus, « qui provoque le mouvement ». Les machines à vapeur loco-motrices ont remplacé les machines à vapeur stationnaires chargées de faire remonter les trains de wagons de marchandises ou de voitures de voyageurs sur les plans inclinés des premières voies ferrées. Celles-ci complétaient la traction hippomobile sur les parties des voies sans déclivité, d'abord dans puis hors des mines, tandis que certains trains avançaient par gravité par exemple pour descendre le charbon des sorties des mines vers les canaux.
Une locomotive n'a pas de charge utile en elle-même, sa principale fonction étant de tracter un train et éventuellement d'en assurer le chauffage ou l'alimentation électrique. À l'inverse, d'autres trains sont autopropulsés, on les appelle alors automoteurs ou voitures automotrices. Ces engins ne sont toutefois pas considérés comme des locomotives ; on parle d'autorail ou d'automotrices. L'usage de ces véhicules automoteurs est de plus en plus commun pour les trains de passagers, mais très rares pour le fret (voir CargoSprinter). Les véhicules qui permettent de tracter un train tout en ayant un espace à utilisation commerciale (fourgon, places passagers, etc) sont des cas à part, nommés au cas par cas. On parle en général d'automotrice (en Anglais : power car).
Traditionnellement, les locomotives tractent les trains : elles sont donc situées à l'avant des convois. Toutefois, de plus en plus de trains de voyageurs sont réversibles : la locomotive tracte le train à l'aller et le pousse au retour. Dans ce cas, le conducteur contrôle la locomotive depuis une voiture pilote, à l'avant du train.

## L'origine de la première locomotive
La première locomotive à avoir fonctionné a été construite par un anglais, Richard Trevithick. En 1804, sa locomotive à vapeur tracta un train sur les rails de l'aciérie de Pen-y-Darren près de Merthyr Tydfil au Pays de Galles. En fait, la locomotive qui tira un train de 10 tonnes de fer et 70 passagers installés dans cinq wagons sur les quinze kilomètres du trajet était trop lourde pour les voies de l'époque constituées de plaques en fonte épaulées. La locomotive ne fit que trois voyages avant d'être abandonnée. Trevithick construisit une série d'autres locomotives après l'expérience de Pen-y-Darren, dont une qui circula dans une mine de charbon et qui fut remarquée par le jeune George Stephenson.
La première locomotive à vapeur à effectuer un service commercial fut la Salamanca, de Matthew Murray, prévue pour les lignes à crémaillère du Middleton Railway, en 1812. Elle a été suivie en 1813 par Puffing Billy construite par Christopher Blackett et William Hedley pour le chemin de fer de la mine Wylam, qui utilise la seule adhérence. Cette machine, la plus ancienne à subsister, est aujourd'hui présentée au Science Museum de Londres.

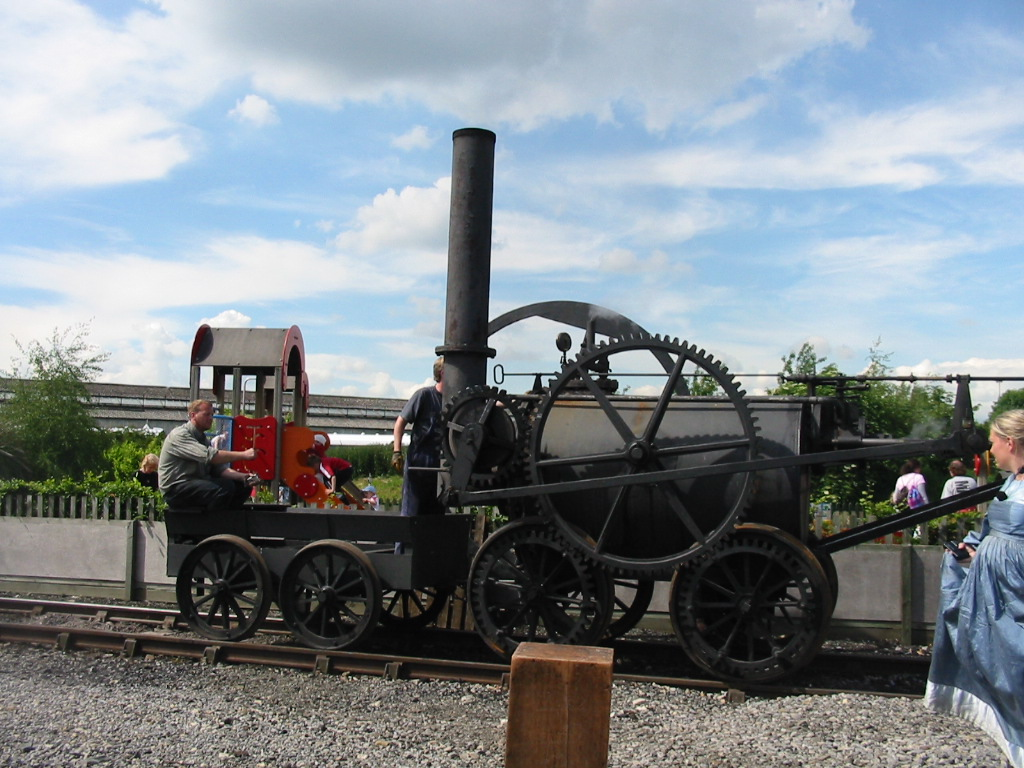
1804 locomotive de Pen-y-Darren, par Richard Trevithick. Première traction mécanique d'un train.
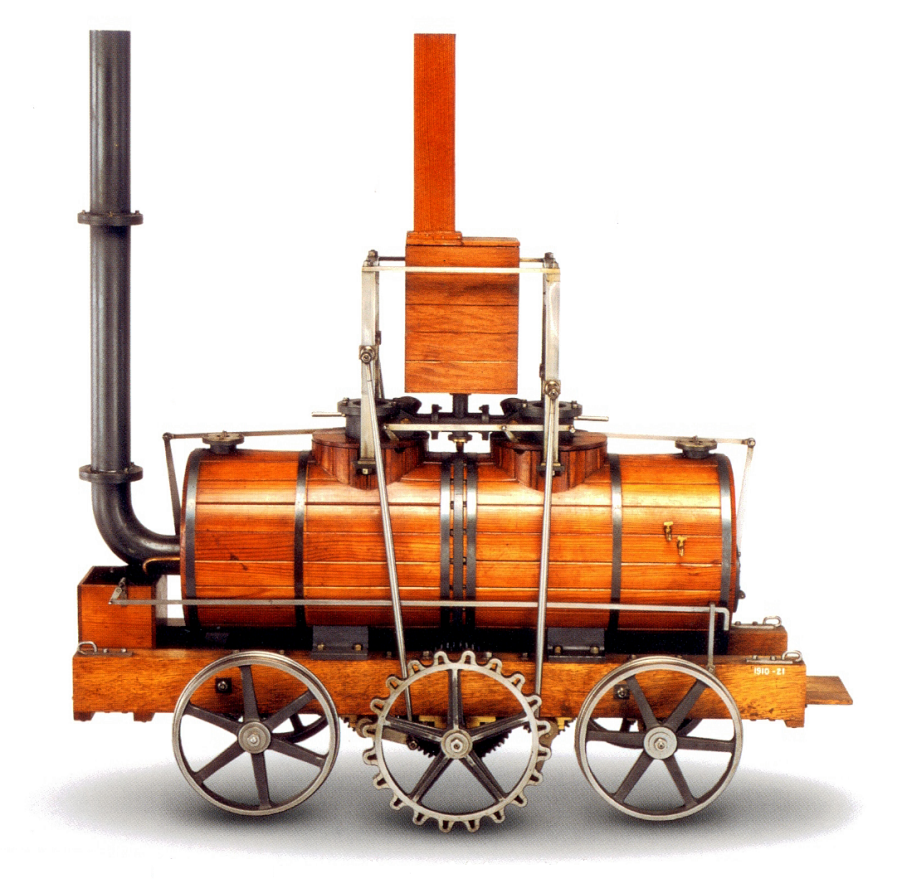
1812 Locomotive Salamanca. Premier service commercial.
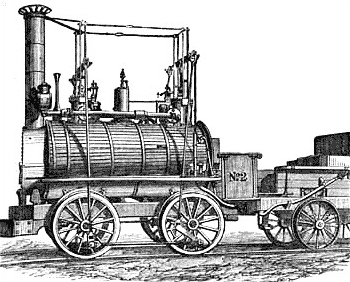
1814 Prototype Blücher adhérence sur rails saillants.
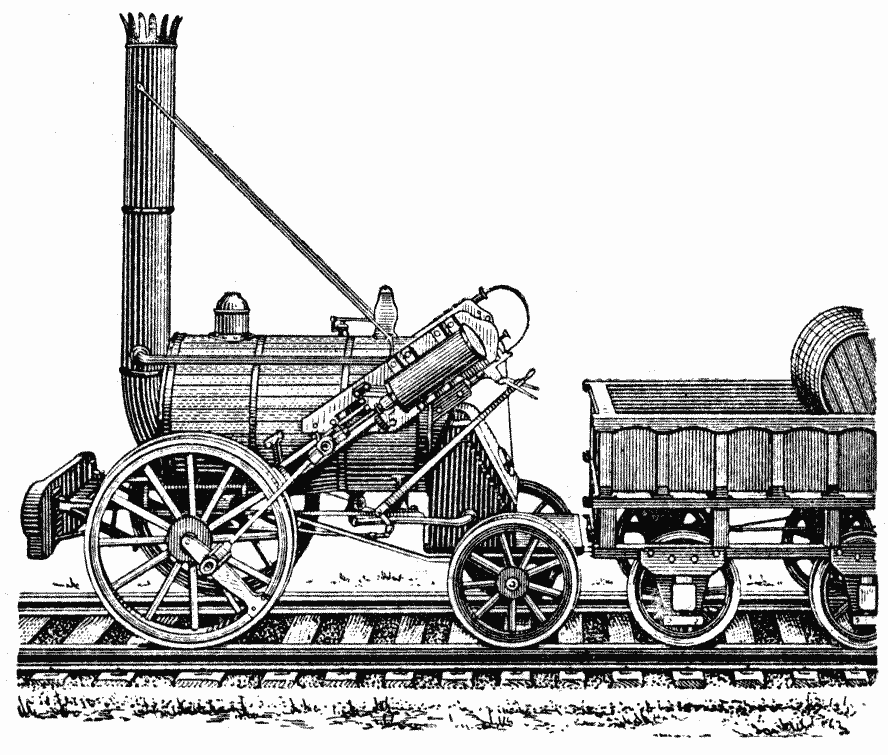
1829 Fusée de Stephenson vitesse et 1re ligne pour passagers.

En 1814, George Stephenson, inspiré par les locomotives antérieures de Trevithick et Hedley persuada le directeur des mines de charbon de Killingworth où il travaillait de l'autoriser à construire une machine à vapeur. Il construisit la locomotive Blücher, dont les roues étaient dotées de boudins. Stephenson joua un rôle majeur dans le développement et la diffusion des locomotives à vapeur. Les éléments qu'il conçut améliorèrent le travail des pionniers. En 1825 il construit la Locomotion n°1 pour le chemin de fer de Stockton et Darlington qui devint le premier chemin de fer ouvert au public. En 1829, il construit the Rocket, qui remporta le concours de Rainhill. Ce succès mena Stephenson à fonder l'une des premières entreprises constructrices de locomotives, qui recevra des commandes de toute l'Europe et des États-Unis.

## Locomotives et automotrices

### Avantages des locomotives

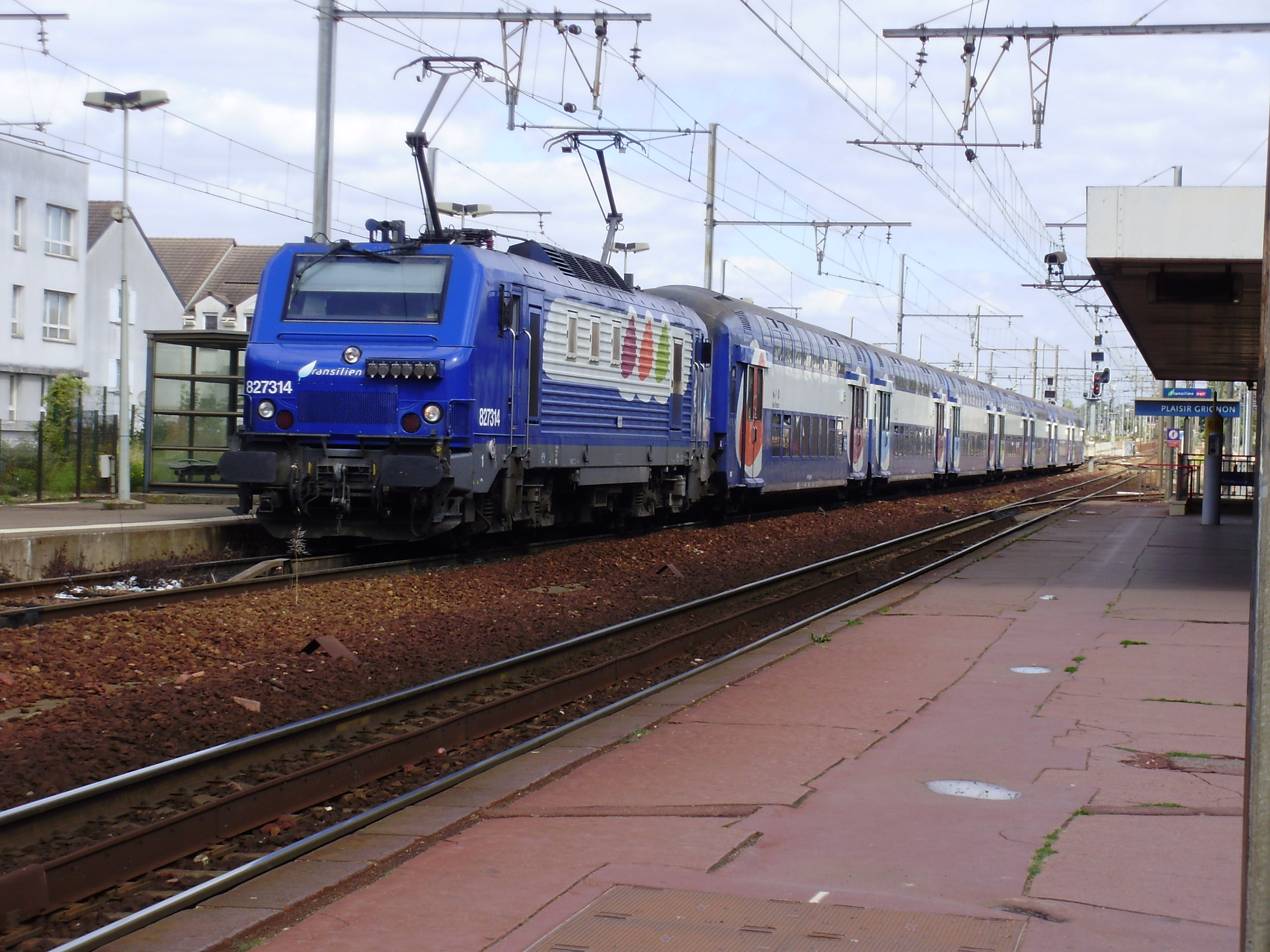
BB 27300 tirant une rame de VB2N.

Il y a de nombreuses raisons qui expliquent que la fonction de traction des trains ait été, traditionnellement, isolée dans la locomotive, plutôt que répartie dans un véhicule autopropulsé. Ces raisons comprennent :
- l'aspect pratique : si la locomotive tombe en panne, on peut facilement la remplacer par une autre. Une panne de la partie traction ne met donc pas l'ensemble du train hors service ;
- l'utilisation maximale de la capacité de traction : la partie traction est plus coûteuse que le reste, et donc multiplie le coût global lorsqu'elle est immobilisée. Séparer les locomotives permet d'utiliser la capacité de traction de manière optimale ;
- la flexibilité : des locomotives plus puissantes peuvent être substituées à de plus petites lorsque le besoin s'en fait sentir, par exemple lors d'un passage de plaine en montagne, nécessitant plus de puissance ; Les premières locomotives à vapeur se relayaient sur les grands parcours pour être réapprovisionnées en charbon à la manière des chevaux de poste.
- le cycle d'obsolescence : séparer la partie traction de la charge remorquée permet de remplacer l'un sans affecter l'autre. Par exemple, la technique de traction d'un engin peut être dépassée alors que son confort reste satisfaisant, ou le contraire.

### Avantages de l'automotrice

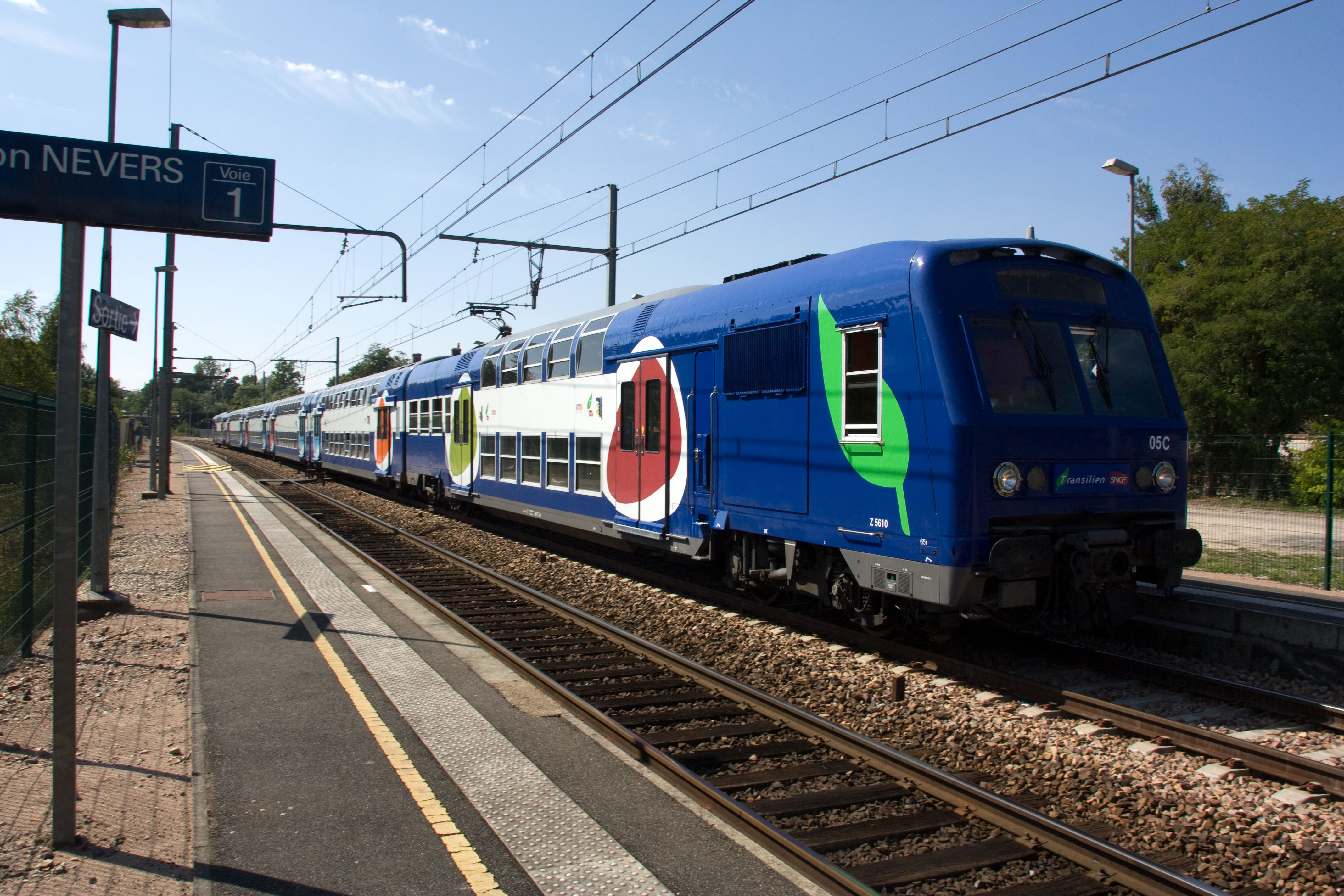
Rame automotrice Z 5600 à 6 éléments.

L'utilisation des automotrices a aussi ses avantages, qui doivent être comparés à ceux des locomotives :
- efficacité énergétique : les automotrices ont un meilleur rendement que des rames tractées et elles sont moins sujettes au patinage, particulièrement en côte, la masse du train (dans la plupart des cas) étant placée aux environs des roues, alors qu'une locomotive ne peut compter que sur sa masse propre ;
- pas besoin de retourner la locomotive : la plupart des automoteurs ont une cabine de conduite à chaque extrémité, ce qui permet de changer le sens de marche en changeant simplement de cabine. Il n'y a pas besoin non plus de dételer / atteler la locomotive, ce qui permet un changement de sens plus rapide tout en augmentant la sécurité ;
- fiabilité : la plupart des automoteurs ont plusieurs moteurs, répartis dans le train. En cas de panne de l'un des moteurs, il est parfois possible de continuer avec une puissance de traction réduite mais suffisante pour arriver à destination. Cependant, de nombreuses locomotives destinées au fret ont plusieurs moteurs, ce qui fait qu'elles peuvent également continuer à circuler ;
- sécurité : les automoteurs ont souvent des systèmes de freinage complètement indépendants sur chaque voiture, ce qui veut dire qu'une panne de frein sur un élément n'empêchera pas le train de s'arrêter.

## Classification par mode de traction
Les locomotives peuvent tirer leur puissance de combustibles (bois, charbon, pétrole, gaz naturel), ou elles peuvent la tirer d'une source électrique. Il est fréquent de classer les locomotives par source d'énergie. Les plus fréquemment rencontrées sont citées ci-dessous.

### Vapeur

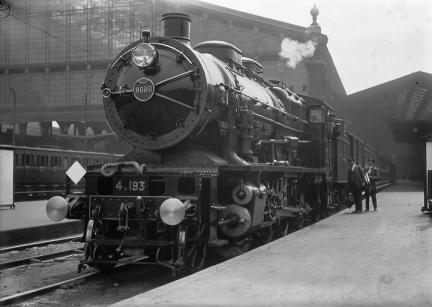
Une machine à vapeur à la Gare du Nord de Paris, en 1930.

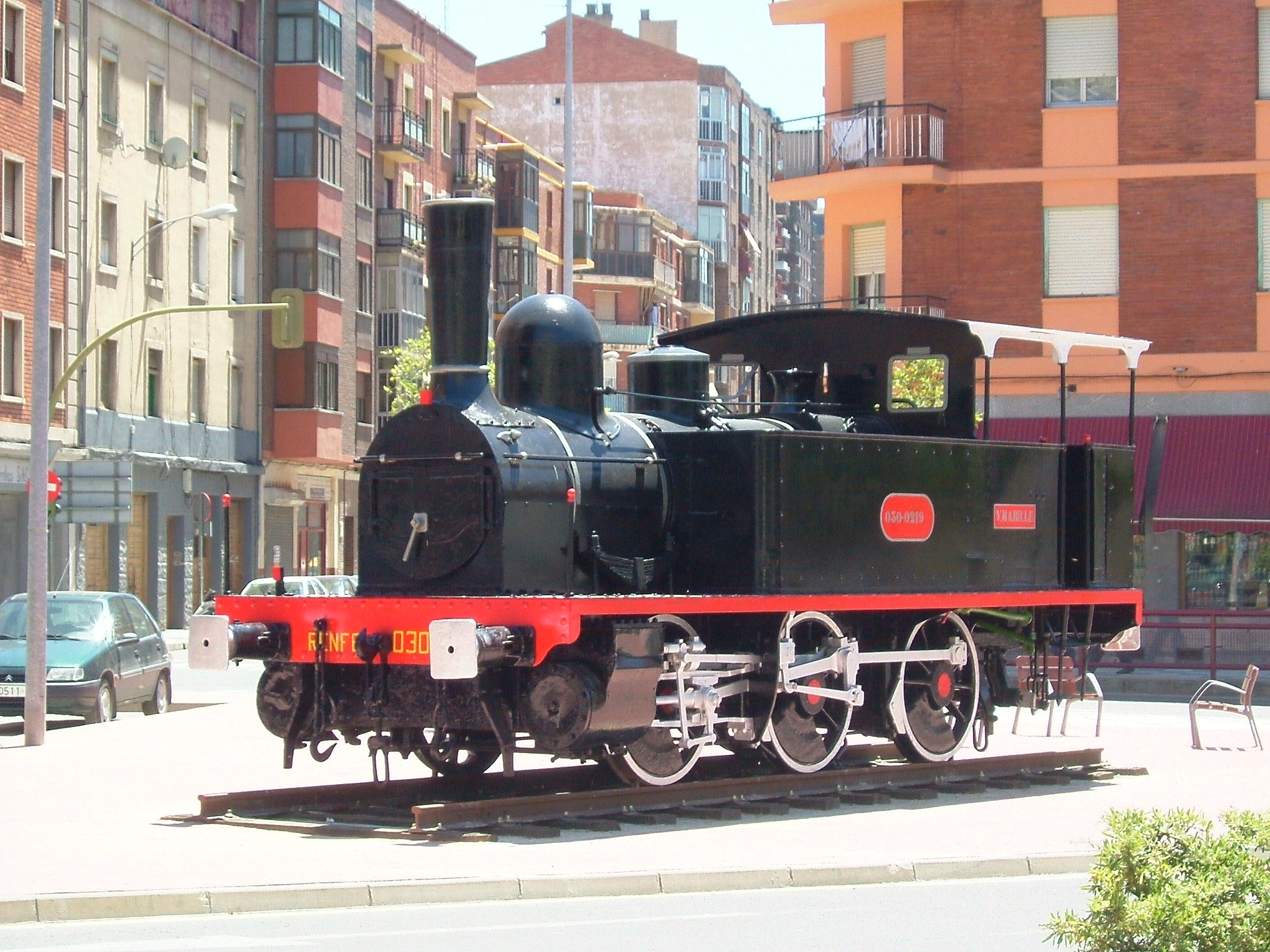
Locomotive 030-219 de la Renfe à Miranda de Ebro.

Au XIXe siècle, les premières locomotives était mues par de la vapeur, souvent produite en brûlant du charbon. Puisque les locomotives à vapeur utilisent un (ou plusieurs) moteurs à vapeur, on y fait parfois référence sous le nom de machine à vapeur. Les locomotives à vapeur resteront jusqu'après la Seconde Guerre mondiale le type le plus courant de locomotive.
La première locomotive à vapeur a été construite par Richard Trevithick ; elle circula pour la première fois le 21 février 1804. Cependant il fallut attendre plusieurs années pour que ces engins deviennent réellement utilisables. Le premier usage commercial d'une locomotive a été celui de la Salamandre sur les chemins de fer à voie étroite du Middleton Railway, près de Leeds en 1812. La locomotive Fairy Queen, construite en 1855 et qui circula entre New Delhi et Alwar en Inde est la plus vieille locomotive en service (touristique) régulier ainsi que la plus vieille encore autorisée à circuler sur ligne principale,.
Le record de vitesse d'un train à vapeur est détenu par la locomotive du LNER Pacific Mallard, qui, tractant six voitures et une voiture-dynamomètre, atteignit la vitesse de 203 km/h sur une voie en légère pente descendante le 3 juillet 1938. Des locomotives carénées allemandes s'approchèrent de ce record, et on le donne généralement comme très proche des limites réelles des machines à vapeur.
Avant le milieu du XXe siècle, les locomotives électriques et Diesel-électriques commencèrent à remplacer celles à vapeur. Ces dernières avaient un rendement moindre et exigeaient plus d'entretien et de personnel pour les exploiter. Des chiffres de British Rail montrent que le coût de conduite et d'alimentation d'une locomotive à vapeur est de deux fois et demi supérieur à celui d'une locomotive Diesel, alors que le kilométrage journalier moyen est bien inférieur. Le coût du travail augmentant, surtout après la Seconde Guerre mondiale, les systèmes sans vapeur devinrent plus rentables. En France, le vote de la loi des huit heures de travail par jour contribua aussi à cet abandon de la vapeur, ne permettant plus aux entreprises possédant seulement quelques engins le temps de chauffer et d'utiliser assez longtemps les machines pour que cela compense les frais de fonctionnement. À la fin des années 1960-1970, la plupart des pays occidentaux avaient complètement supprimé la vapeur des services passagers. Pour le fret, la transition s'est effectuée un peu plus tard. Quelques autres solutions ont été essayées afin de prolonger la vie des machines à vapeur, par exemple en utilisant des turbines à gaz, mais finalement elles ont été très peu utilisées.
À la fin du XXe siècle, la plupart des locomotives à vapeur que l'on peut voir en service en Amérique et en Europe le sont sur des chemins de fer touristiques, où elles sont appréciées par les touristes et amateurs de chemin de fer. Il existe aussi en Allemagne un ensemble de lignes à voie étroite toujours exploité par des machines à vapeur de façon régulière. Les machines à vapeur ont été utilisées commercialement au Mexique jusqu'à la fin des années 1970 et le sont toujours en 2007 en Chine, où le charbon est plus abondant et moins coûteux que le pétrole utilisé par les moteurs Diesel. L'Inde convertit la traction à vapeur à l'électrique depuis les années 1980, à l'exception de certaines lignes considérées comme touristiques. Dans certaines régions montagneuses, la vapeur reste également utilisée parce que, à l'inverse du moteur Diesel dont la puissance diminue quand l'altitude augmente car le débit masse d'air aspiré diminue, la puissance de la locomotive à vapeur augmente lorsque l'altitude augmente du fait de la moindre pression atmosphérique à l'échappement.
Ainsi, en 2006, DLM AG (Suisse) continue de fabriquer des locomotives à vapeur neuves, utilisant des techniques de pointe pour les rendre encore plus efficaces.
Dans certaines industries sensibles, il a existé des locomotives à vapeur sans foyer ou à air comprimé, afin d'éviter les étincelles pouvant provoquer des explosions. Ces machines (locomotives système Franck, par exemple) devaient être rechargées en vapeur à poste fixe et disposaient d'une autonomie pouvant atteindre 1 h 30 min en manœuvres légères.

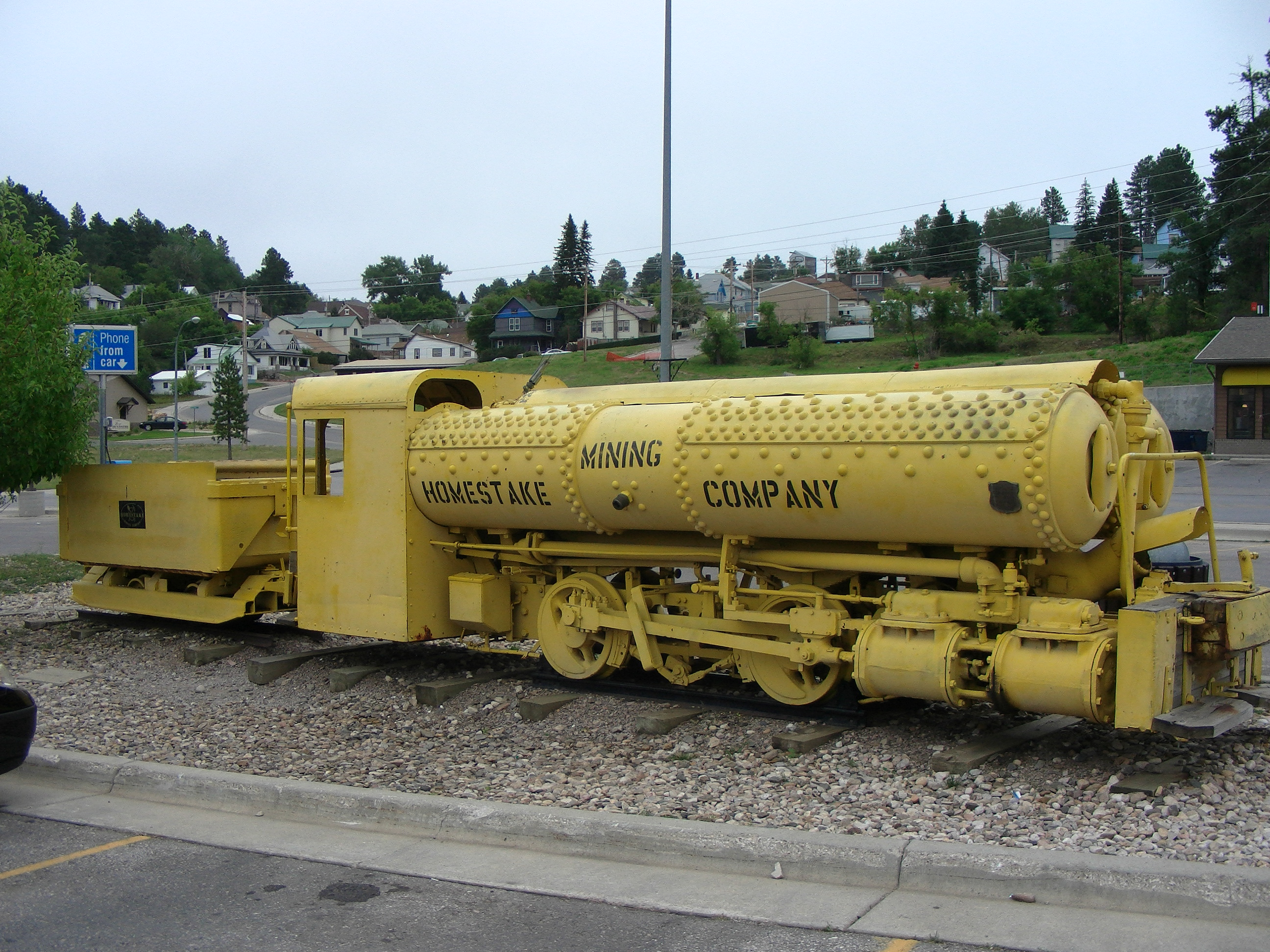
Locomotive à air comprimé de la mine de Homestake.
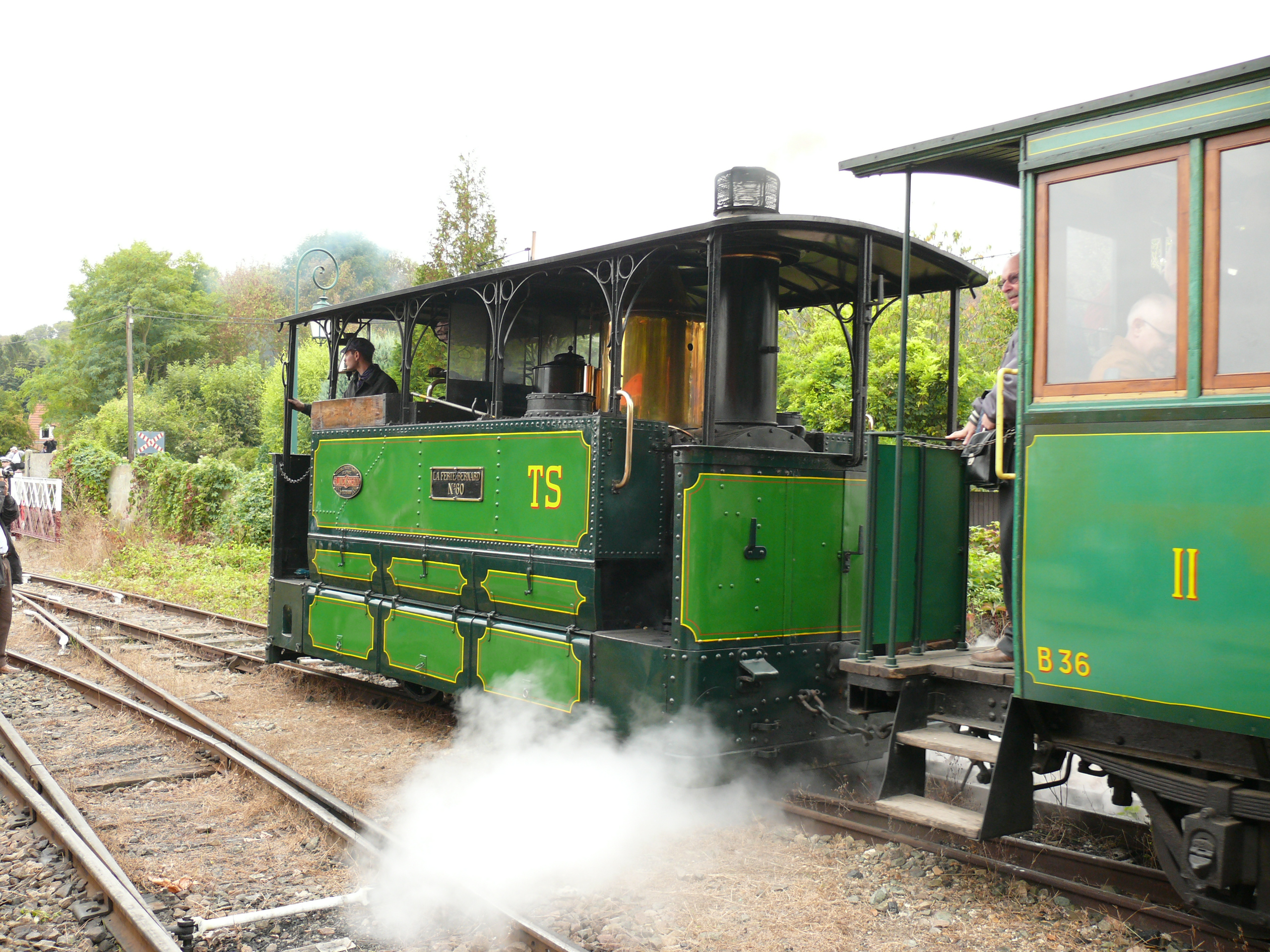
Locomotive de tramway bicabine Blanc-Misseron.
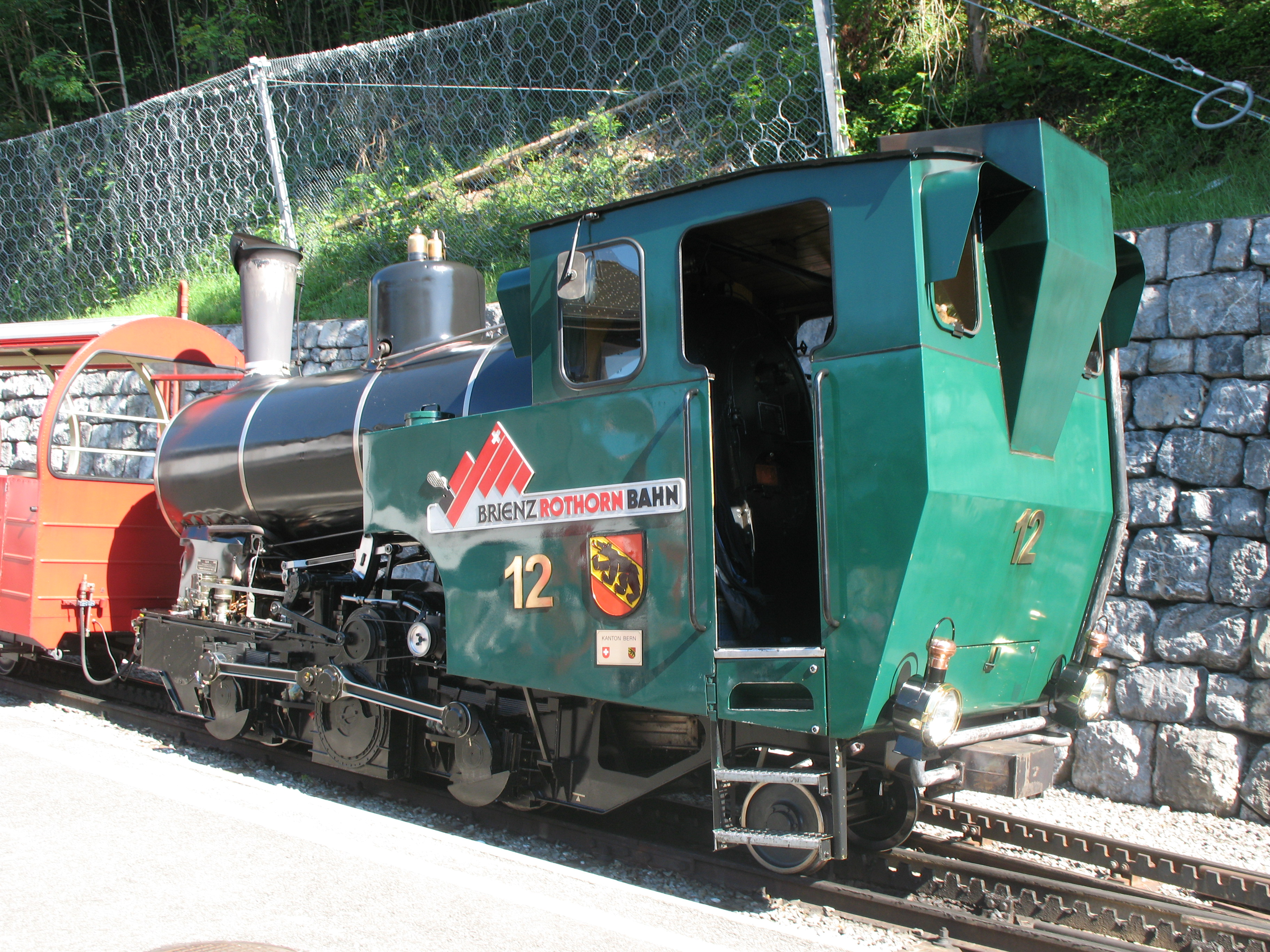
Locomotive à crémaillère (Suisse).
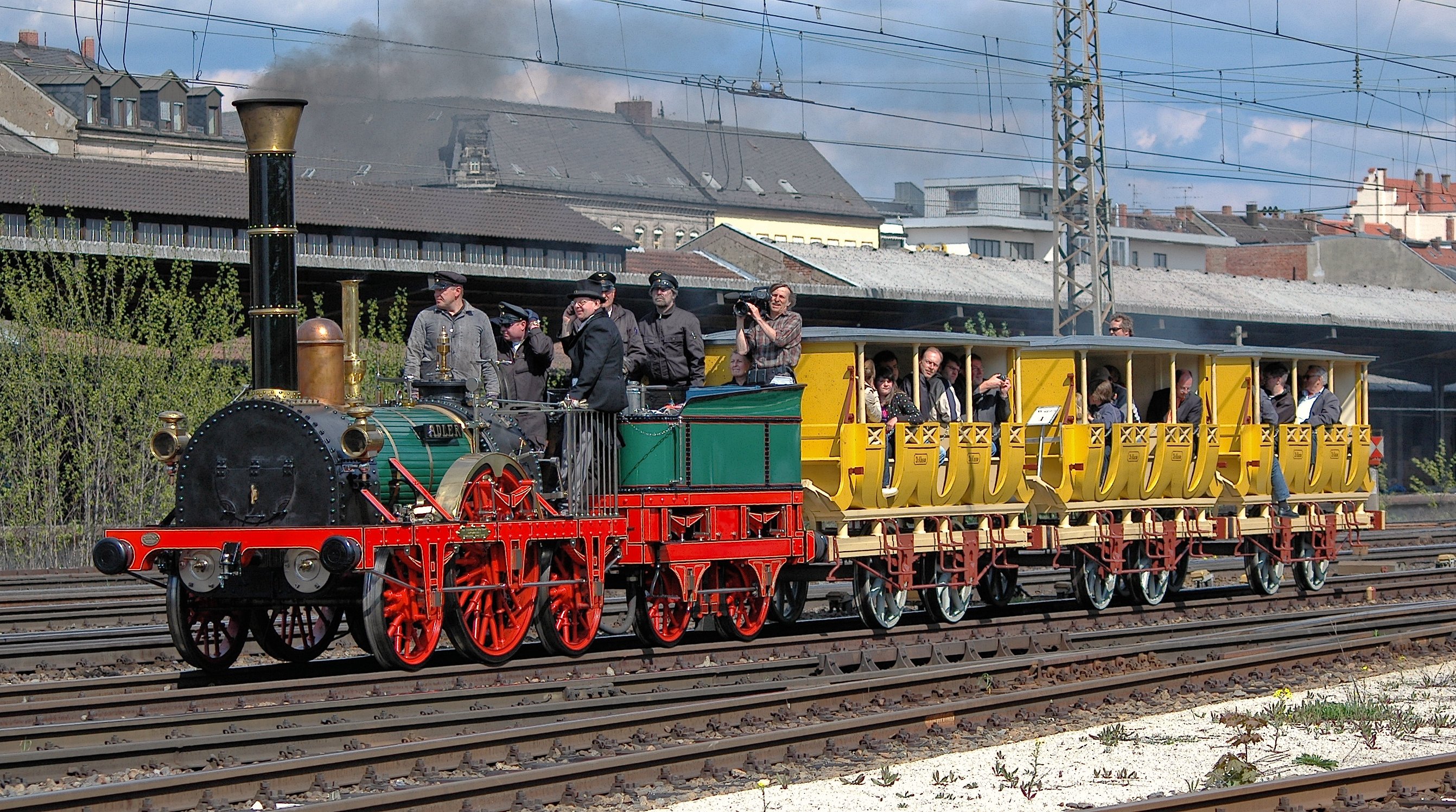
Réplique de la locomotive Adler (Allemagne).
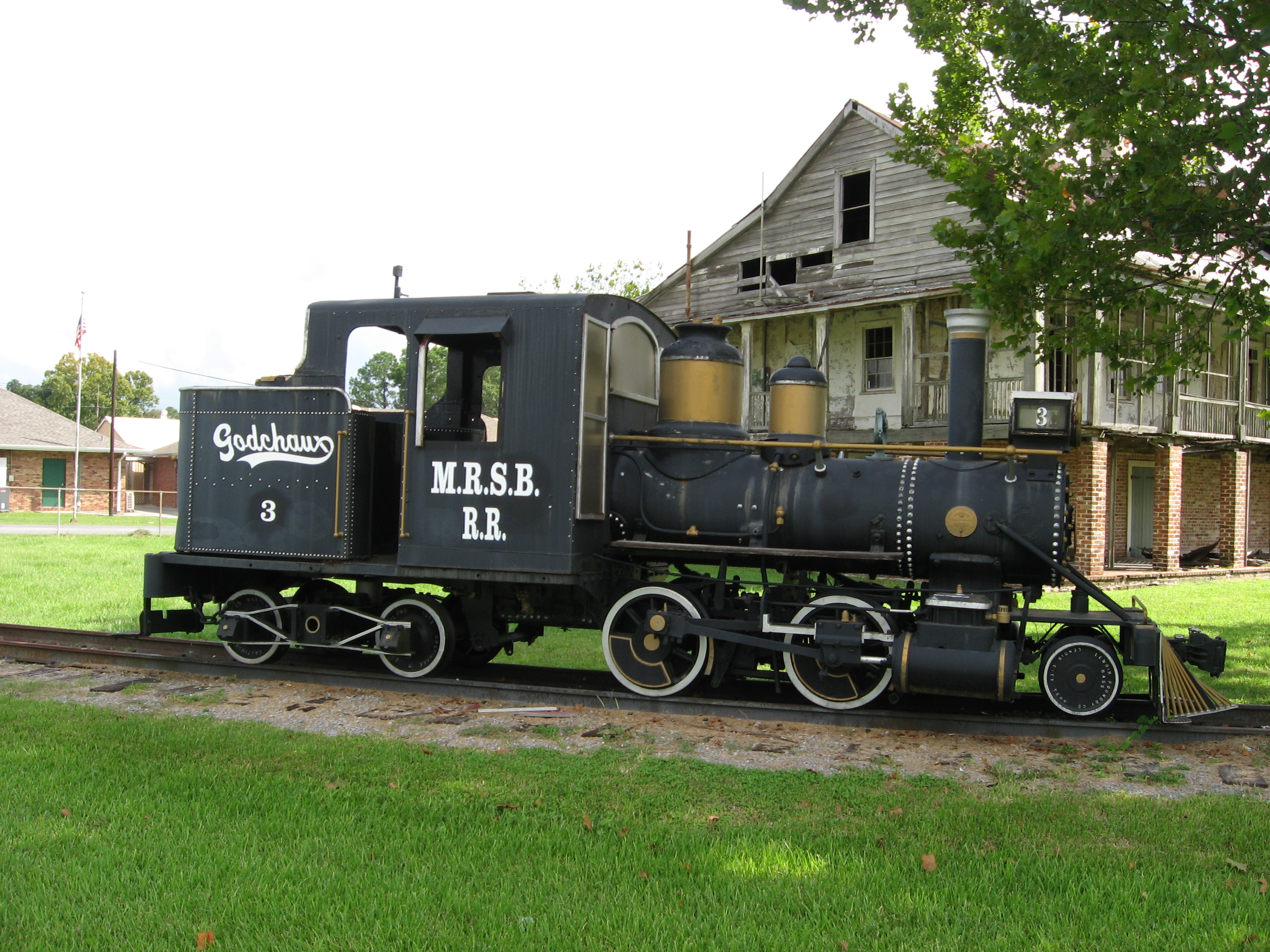
Locomotive d'intérêt local (USA).
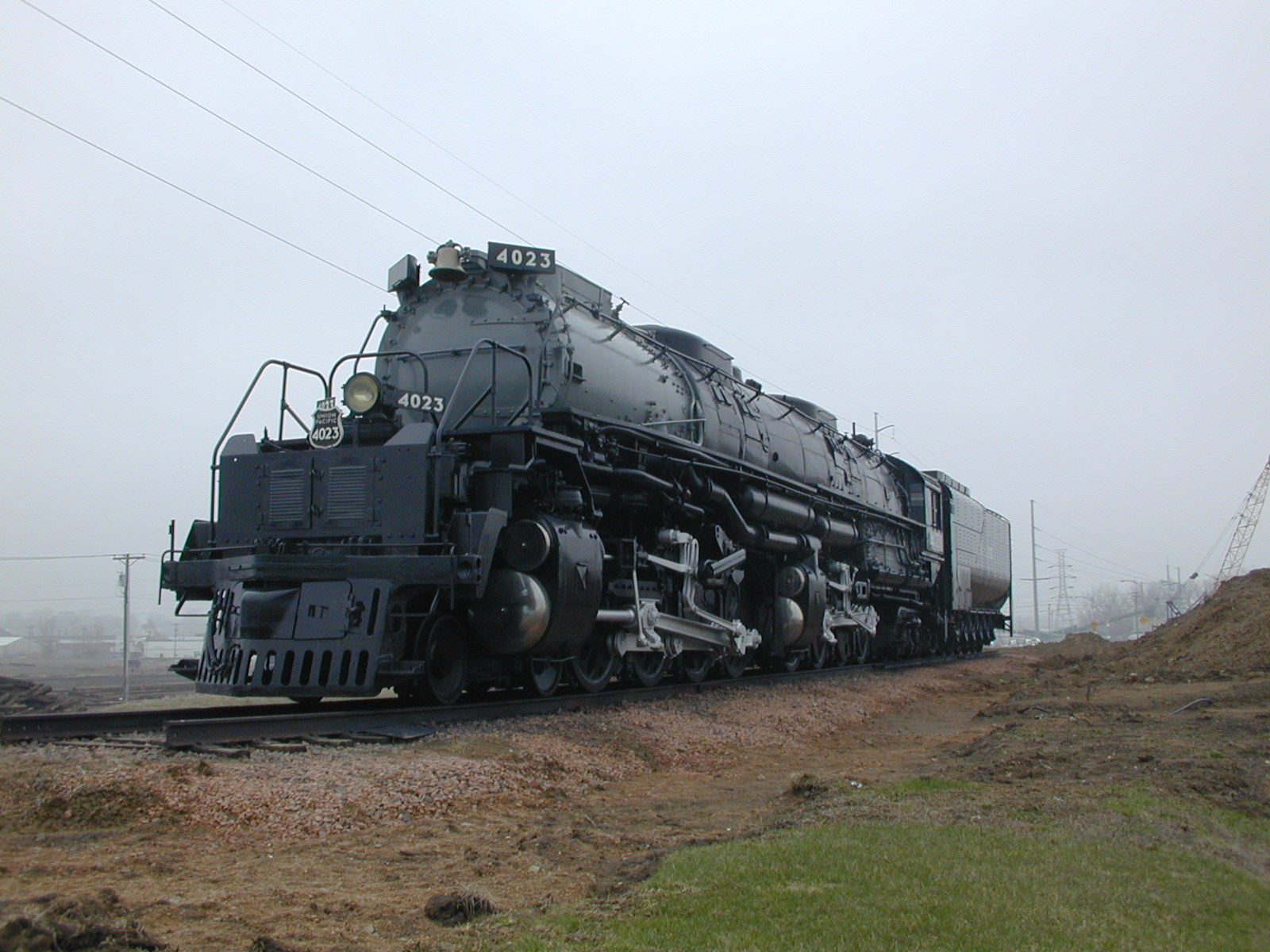
Locomotive articulée Big Boy (USA).
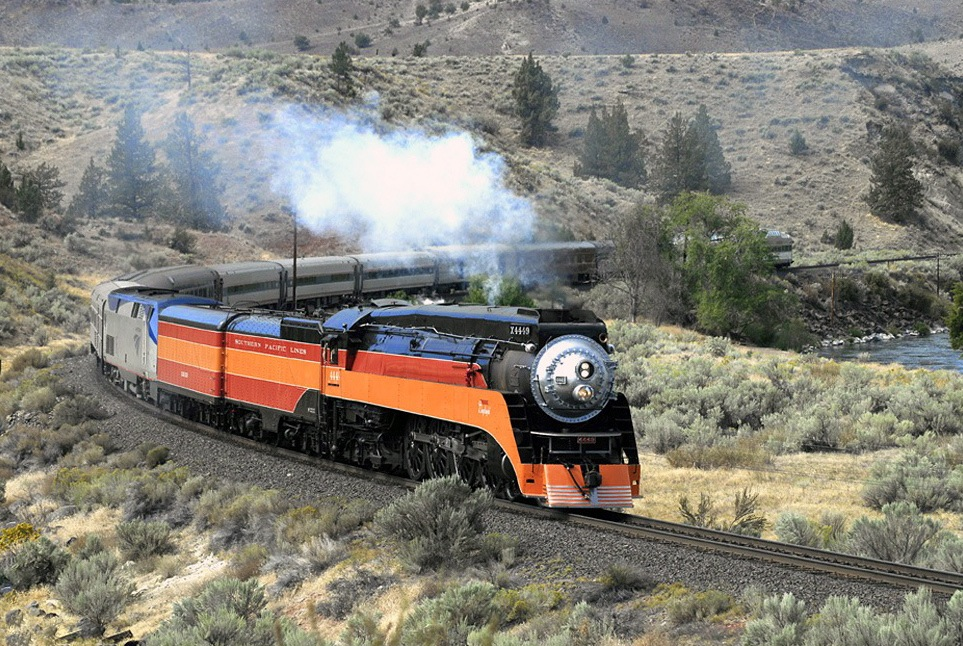
Train spécial tracté par une locomotive à vapeur Southern Pacific.
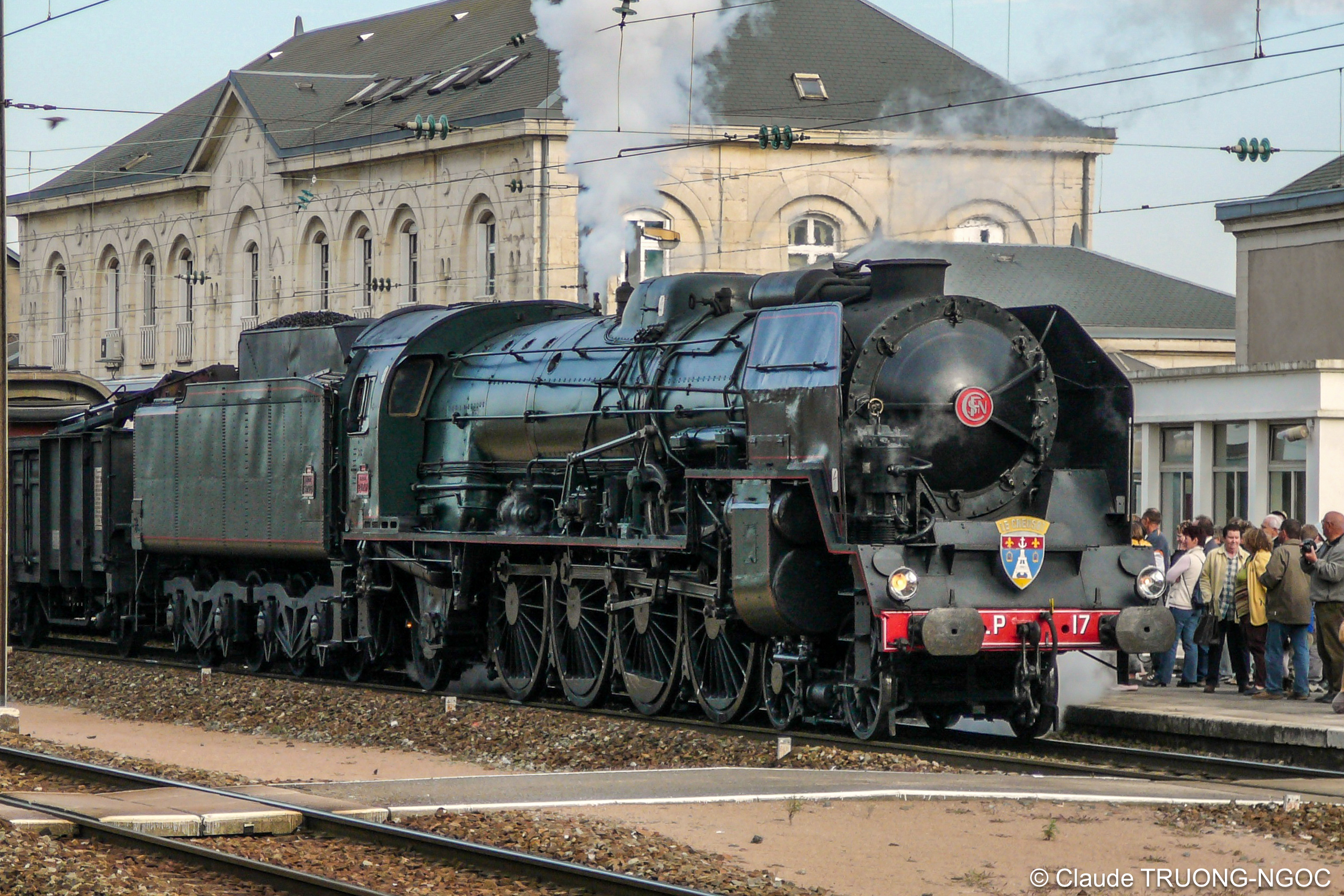
Locomotive 241 P 17 de la SNCF (France).

### Diesel

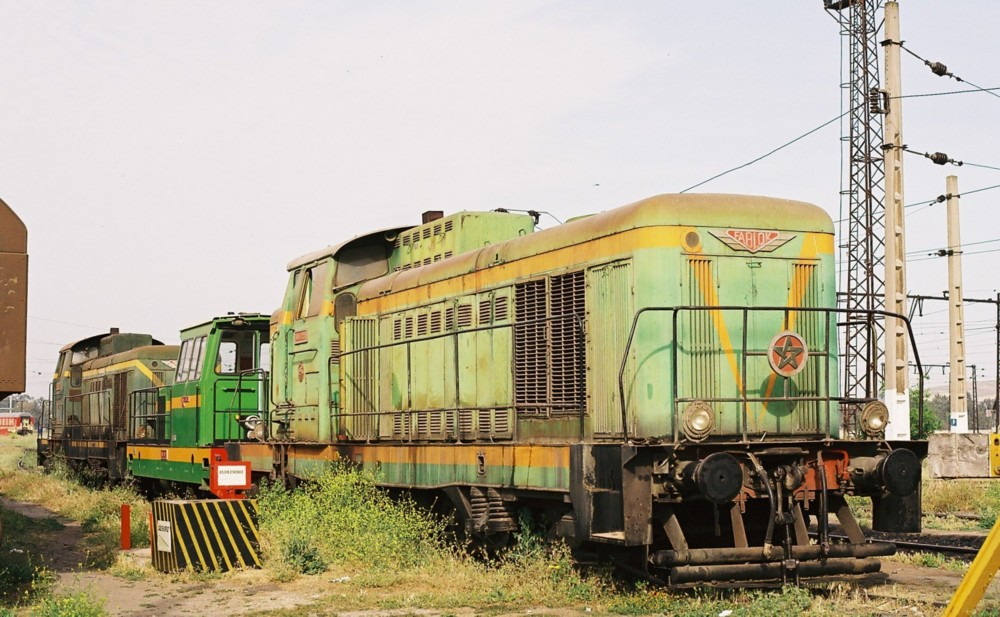
Locomotive Diesel des chemins de fer marocains (ONCF) à Fès.

À partir de 1940 environ, les locomotives à moteur Diesel firent leur apparition. Les locomotives à vapeur qui fonctionnaient au fioul et non au charbon étaient surnommées, en France, "les goudronneuses", elles commencèrent à remplacer la vapeur sur les réseaux nord-américains. Au lendemain de la Seconde Guerre mondiale, le diesel fit son apparition sur les rails de nombreux pays. Vers 1960, peu de grands réseaux continuaient à miser sur la vapeur.
Comme pour tout véhicule mû par un moteur à combustion interne, les locomotives Diesel ont un système permettant de transmettre l'énergie produite aux roues. Aux débuts de la « diésélisation », des transmissions électriques, hydrostatiques ou encore mécaniques ont été essayées avec des degrés de succès variables. Des trois, l'électrique s'avéra la plus adaptée et la plus pratique à l'usage. Ainsi, pratiquement toutes les locomotives diesel actuelles en France sont en fait des Diesel-électriques, alors que la transmission hydraulique a été adoptée en Allemagne.
Une locomotive Diesel a besoin de moins de maintenance qu'une vapeur, ce qui entraîna une réduction en proportion du personnel nécessaire pour maintenir les flottes en service. Les meilleures locomotives à vapeur avaient besoin de trois à cinq jours par mois en atelier pour la maintenance courante, et bien plus pour des opérations lourdes. Une locomotive Diesel classique n'a pas besoin de plus de 8 ou 10 heures de maintenance par mois. Les opérations lourdes sont également plus espacées.
La pollution que l'on reproche aux Diesel a tendance à s'amenuiser, les engins modernes produisant de moins en moins de particules. On considère ainsi qu'une locomotive Diesel européenne pollue autant que quatre camions, alors qu'elle tracte plus de charges que vingt d'entre eux.

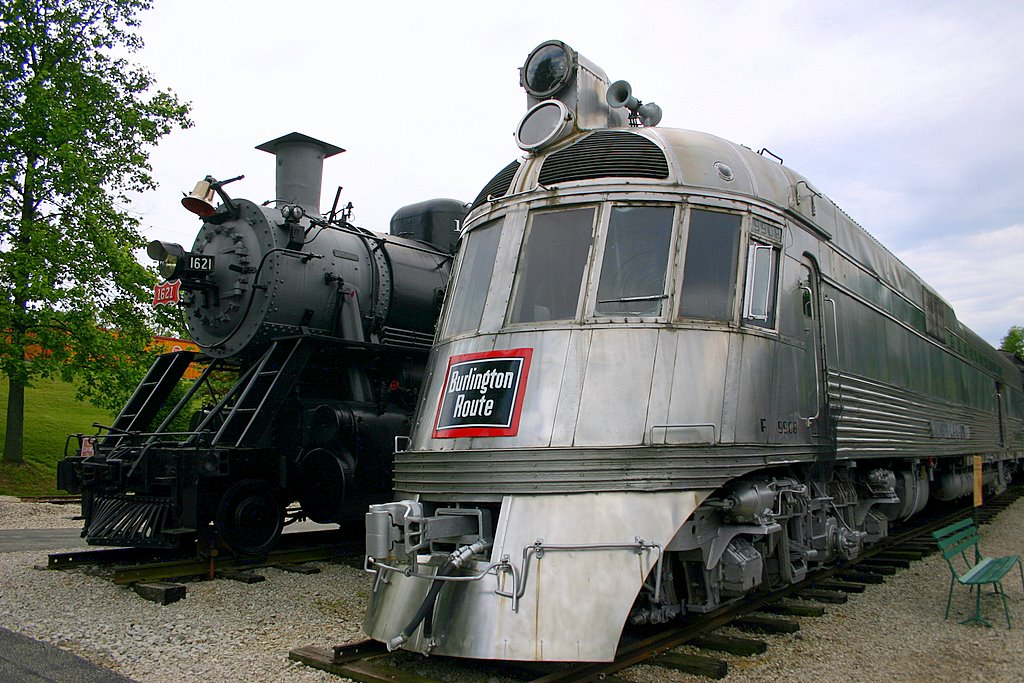
Locomotive Diesel Burlington Zephyr.
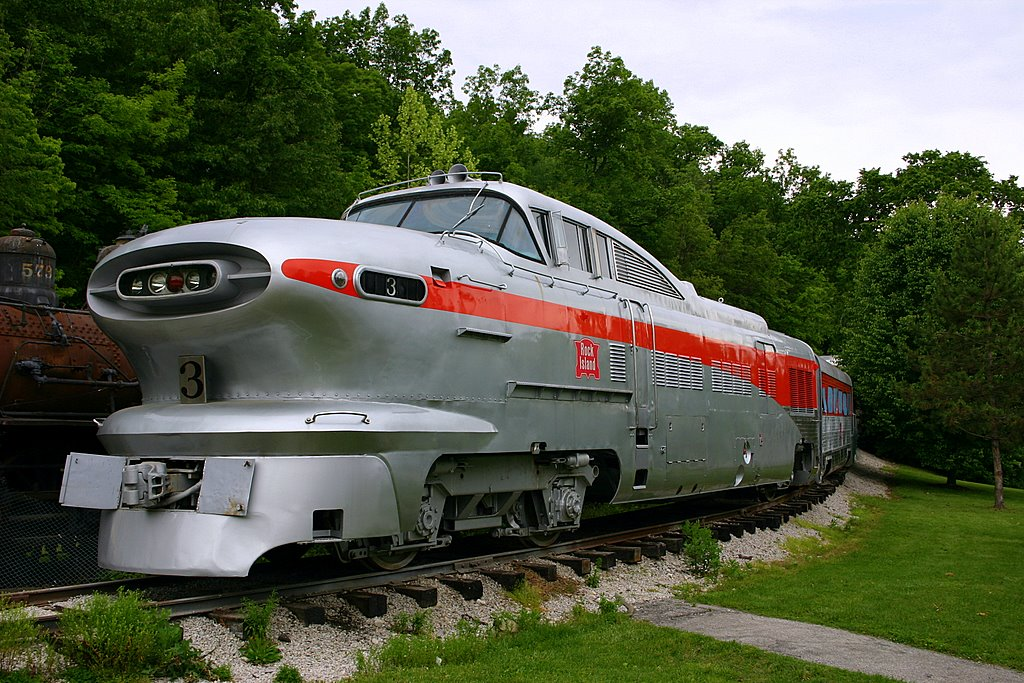
Aérotrain (GM) inspiré d'un avion de chasse.
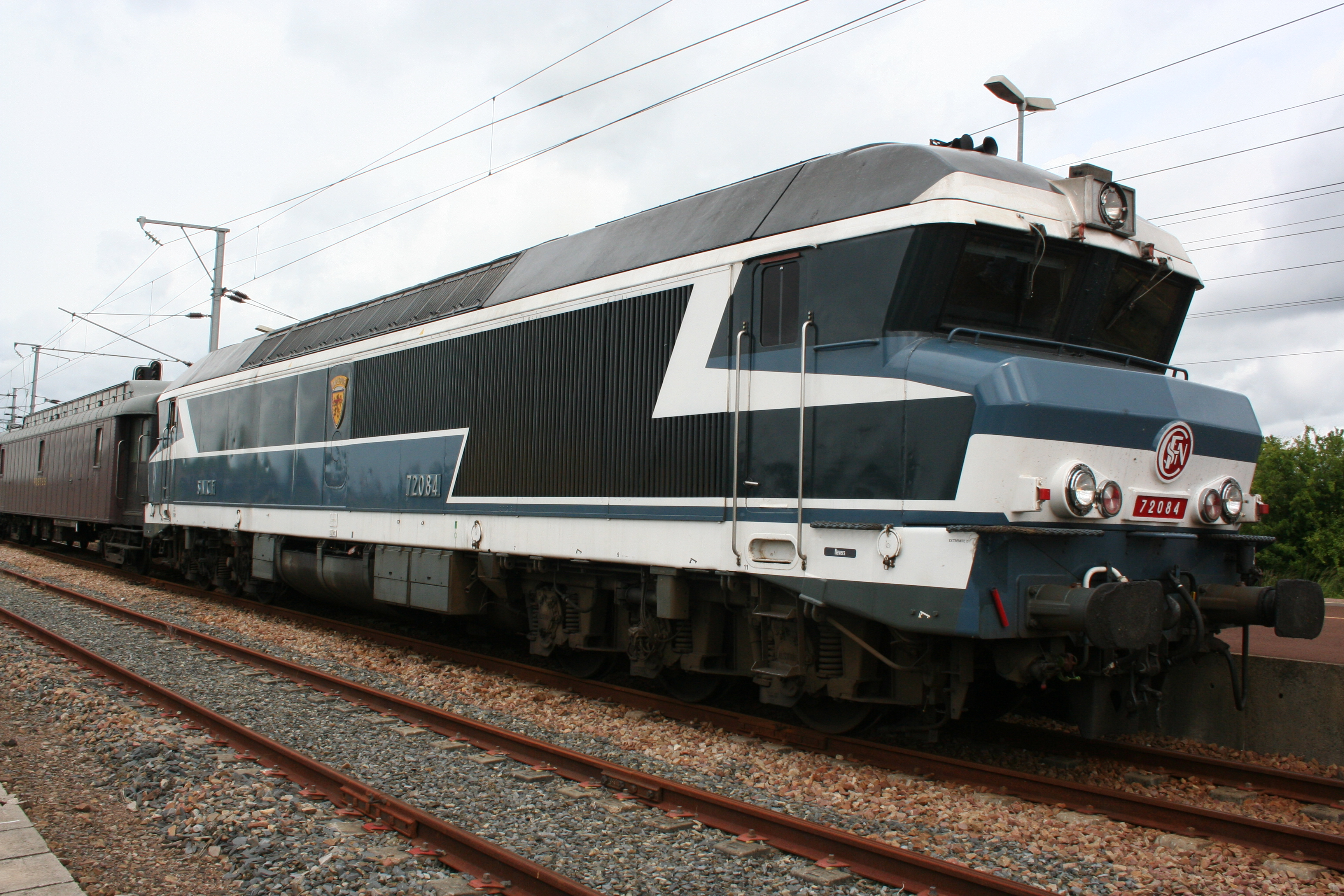
Locomotive C'C' SNCF CC 72000.
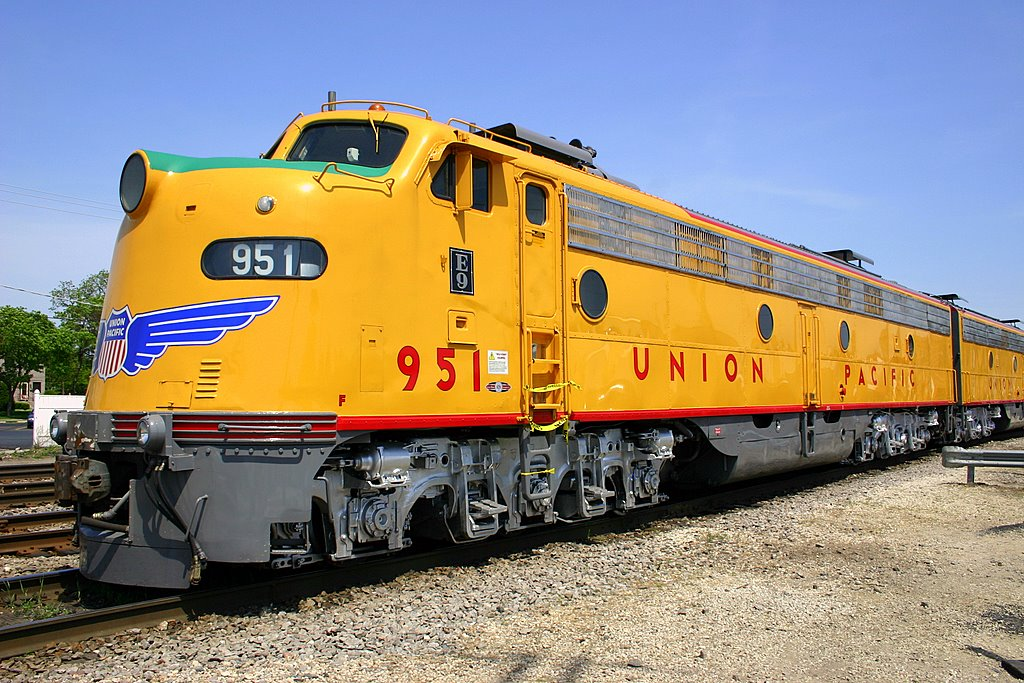
Locomotive (A1A)(A1A) EMD E9 Union Pacific.
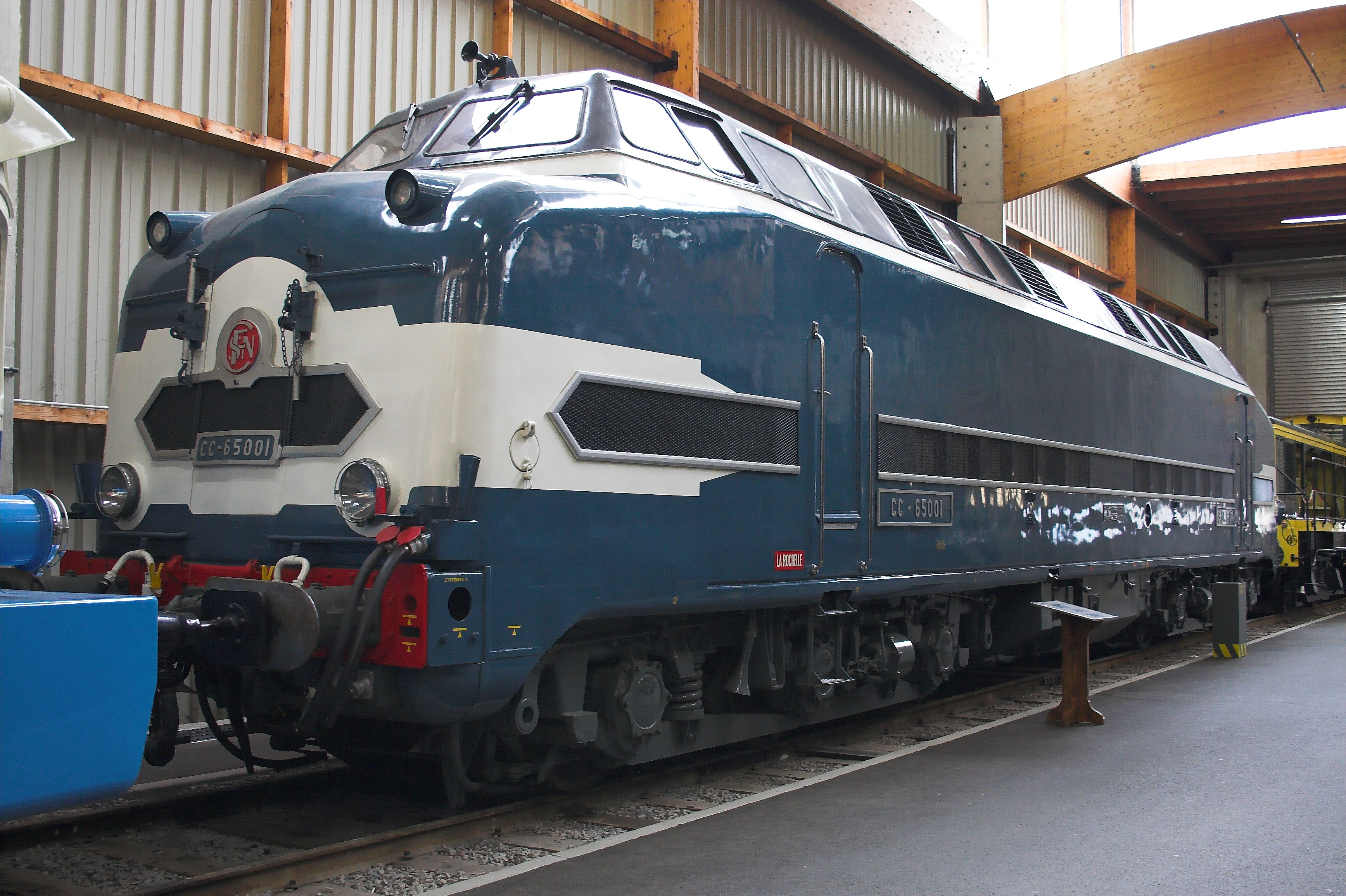
Locomotive Co'Co' SNCF CC 65000.
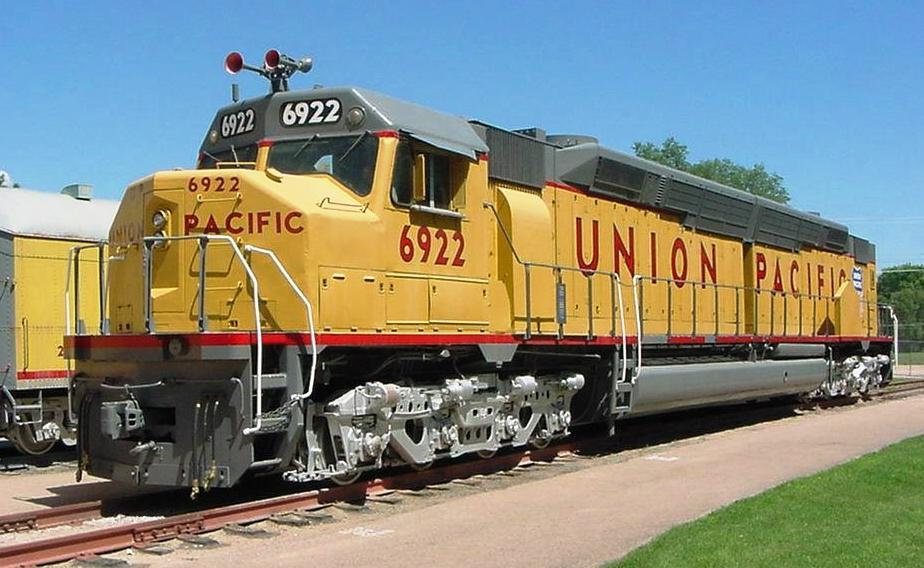
Locomotive Do'Do' EMD DDA40X (USA)

### Turbine à gaz
Une locomotive à turbine à gaz est une locomotive qui utilise une (ou plusieurs) turbines pour faire fonctionner un alternateur. L'électricité produite est utilisée pour alimenter les moteurs de traction. Les premières locomotives de ce type ont été produites dans les années 1920, le premier engin commercial ayant été produit par Brown-Boveri en 1942 pour les CFF. Un certain nombre d'engins et même de rames automotrices (qui seront nommées turbotrains) utilisant ce mode de propulsion furent produites dans les années 1950/60, jusqu'au premier choc pétrolier.
Les locomotives à turbine sont semblables sur bien des points à des locomotives Diesel-électriques, par exemple sur les engins General Electric, beaucoup de pièces de la chaine de transmission étaient les mêmes que celles des Diesel de la marque.
Une turbine offre certains avantages par rapport à un moteur à explosion. Tout d'abord, le nombre de pièces en mouvement est plus faible et le rapport puissance/masse bien plus élevé. Ainsi, à puissance égale un turbomoteur est plus compact qu'un Diesel, ce qui permet d'augmenter la puissance des engins. Cependant, la puissance développée par une turbine diminue énormément quand sa vitesse de rotation chute, à l'inverse des Diesel qui ont une courbe de puissance en fonction de la vitesse bien plus plate. Ces engins à turbine, s'ils sont très puissants sont aussi très bruyants.
L'Union Pacific a exploité la plus grande flotte de locomotives à turbine, seul à les avoir utilisées pour la traction de trains de fret. La plupart des autres machines ont été construites pour la traction des trains de voyageurs légers avec un succès mitigé. Après le premier choc pétrolier et une forte augmentation des coûts de carburant, étant donné leur grosse consommation de kérosène, les locomotives à turbine ne se révélèrent plus rentables et mises hors service. Les dernières rames à turbine à gaz françaises ont été arrêtées en 2004, quelques éléments seront vendus à l'Iran.

### Électrique

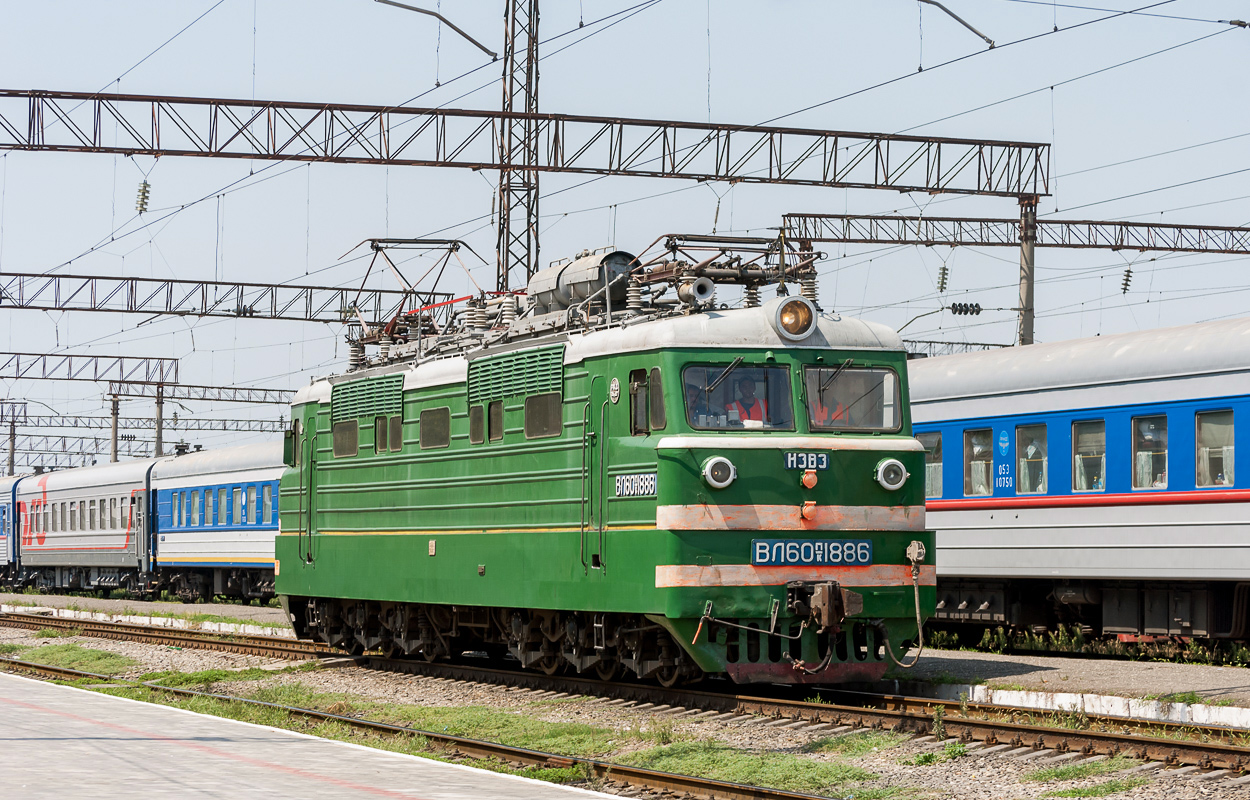
Locomotive électrique VL60^{p}_{k} (ВЛ60^{п}_{к}) de l'ex-URSS.

L'utilisation de l'électricité en traction ferroviaire date de 1837, mais ce n'est que vers 1900 que des engins réellement utilisables sont apparus. La première ligne française électrifiée a été celle des Invalides à Versailles rive gauche en 1900, appartenant à l'époque à la compagnie de l'Ouest. Cette ligne de proche banlieue comporte un long tunnel dans lequel les fumées incommodaient les voyageurs. Quatre fourgons à prise de courant par troisième rail tractaient les trains.
À partir de 1912, le réseau du Midi électrifia une partie de ses lignes en 12 kV 16 ⅔ Hz par caténaire. La difficulté à trouver des isolants et à mettre au point des appareillages à si haute tension fit que le réseau adopta ensuite le 1 500 V continu. Cette tension d'alimentation resta la référence jusqu'au début des années 1950.
Sous l'impulsion de Louis Armand, le courant industriel alternatif (c'est-à-dire directement produit par les centrales électriques et envoyé dans la caténaire sans adaptation coûteuse, telle qu'une conversion en continu) a été utilisé à partir de cette époque pour toutes les nouvelles grandes électrifications. Ce sera dans les locomotives que la conversion et l'adaptation de la tension se fera afin d'être utilisée par les moteurs. Cette technique, élevant la tension en ligne et, par incidence, diminuant les courants appelés, permet également de diminuer les pertes dans le conducteur. On peut ainsi diminuer le nombre de sous-stations.
Une locomotive électrique est la plupart du temps alimentée de l'extérieur, que ce soit par une caténaire ou un troisième rail. Le coût d'électrification d'une ligne est élevé, mais les performances de la traction électrique sont supérieures dans bien des cas à celles de la traction Diesel, notamment au point de vue des puissances développées.
Certaines locomotives électriques peuvent aussi fonctionner sur batteries, ce qui leur permet de courts trajets sur des lignes non électrifiées. Cela est aussi utile pour les manœuvres. Les locomotives à batterie sont utilisées dans les mines ou les chemins de fer souterrains où les Diesel ne peuvent être utilisés. Cependant, le coût et la masse des batteries empêche ce genre de locomotive d'effectuer de longs parcours, les recharges devant s'effectuer fréquemment.
Voir aussi : Système d'électrification ferroviaire

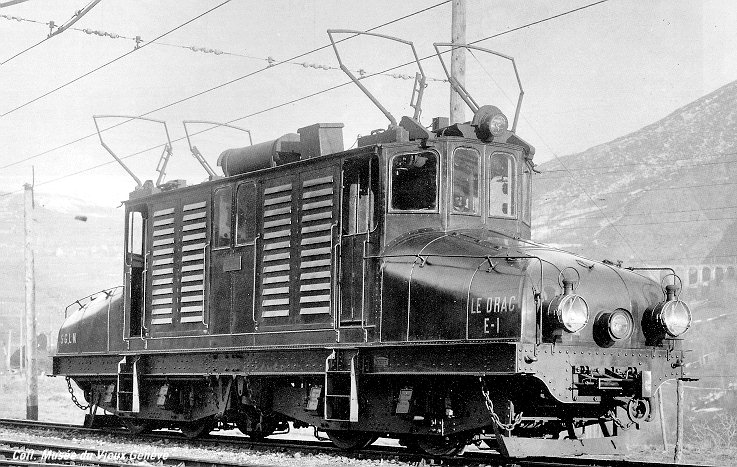
Locomotive Bo'Bo' E-1 « Le Drac ».
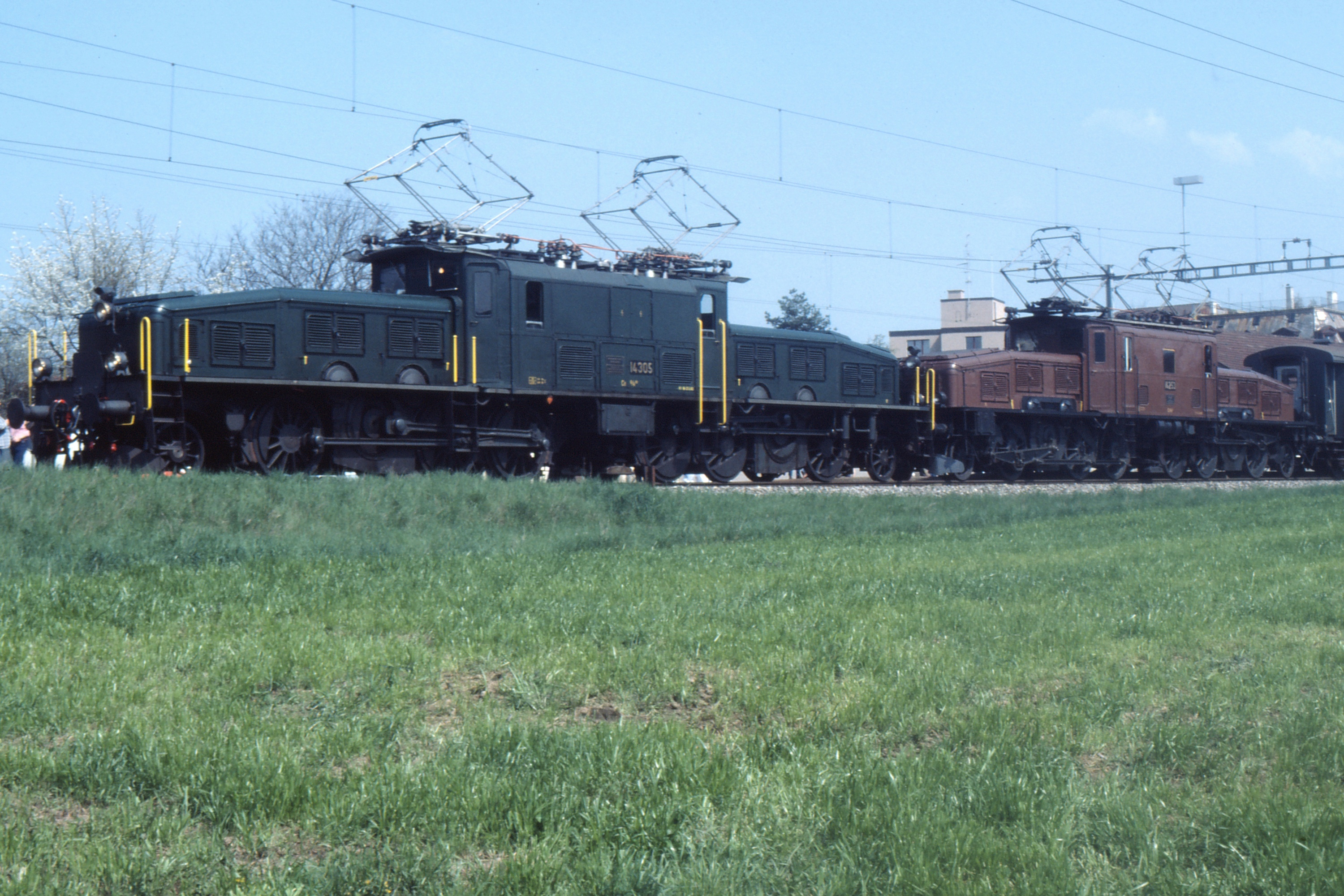
Locomotive Crocodile Ce 6/8 II & III (Suisse)
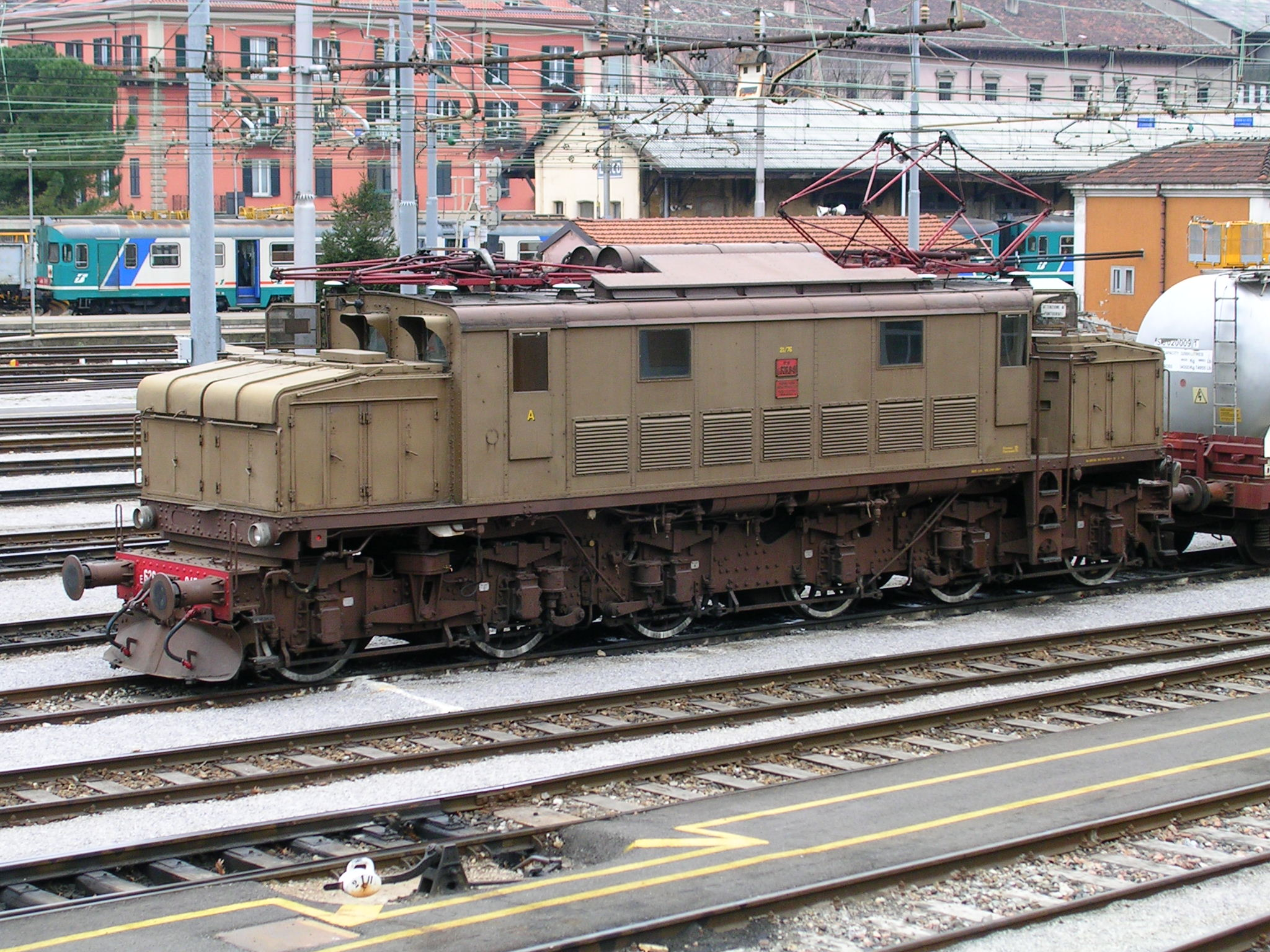
Locomotive Bo'Bo'Bo' FS E.626 (Italie)
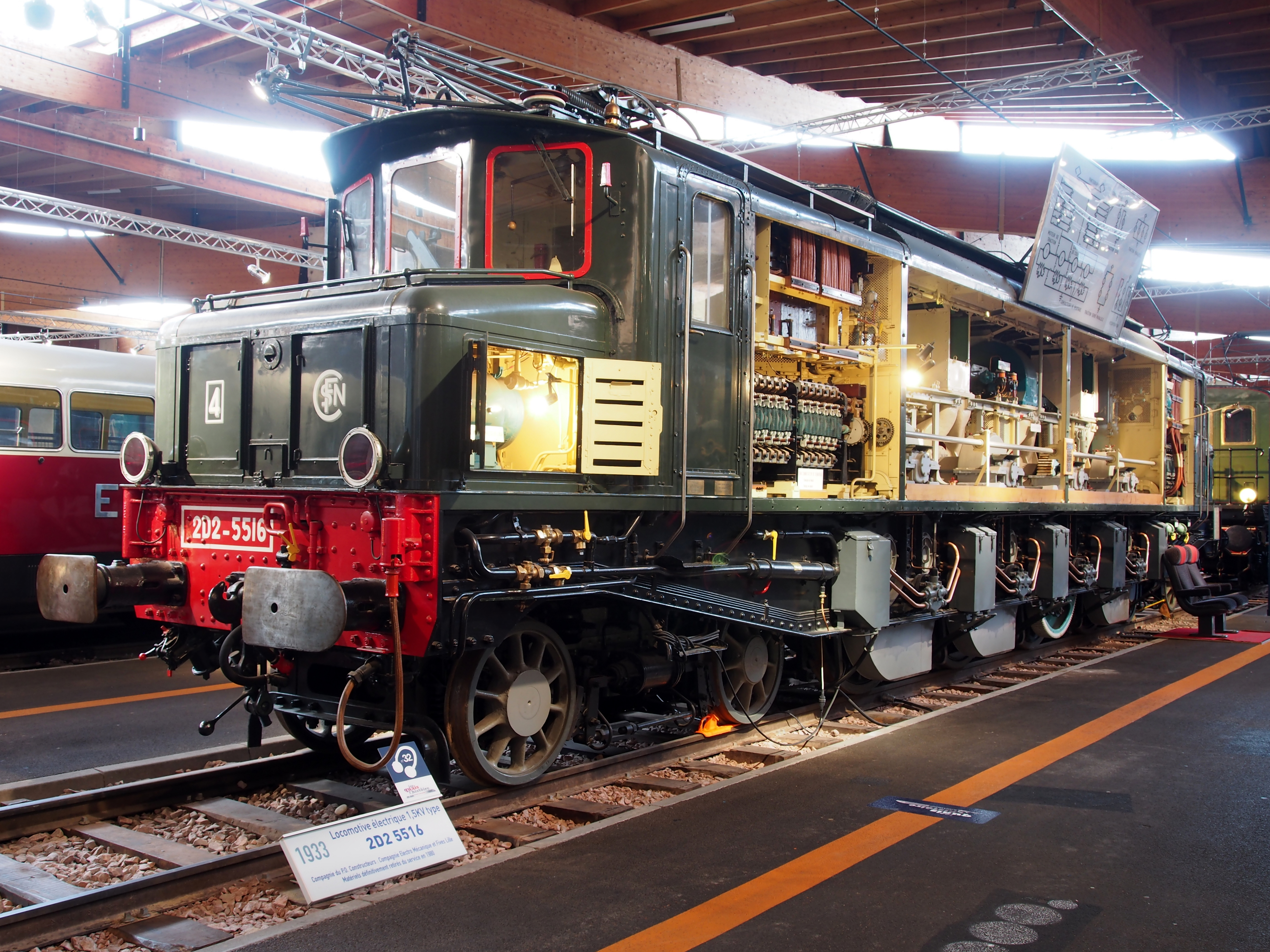
Locomotive 2'D2' SNCF 2D2 5500, à la machinerie interne exposée au public.
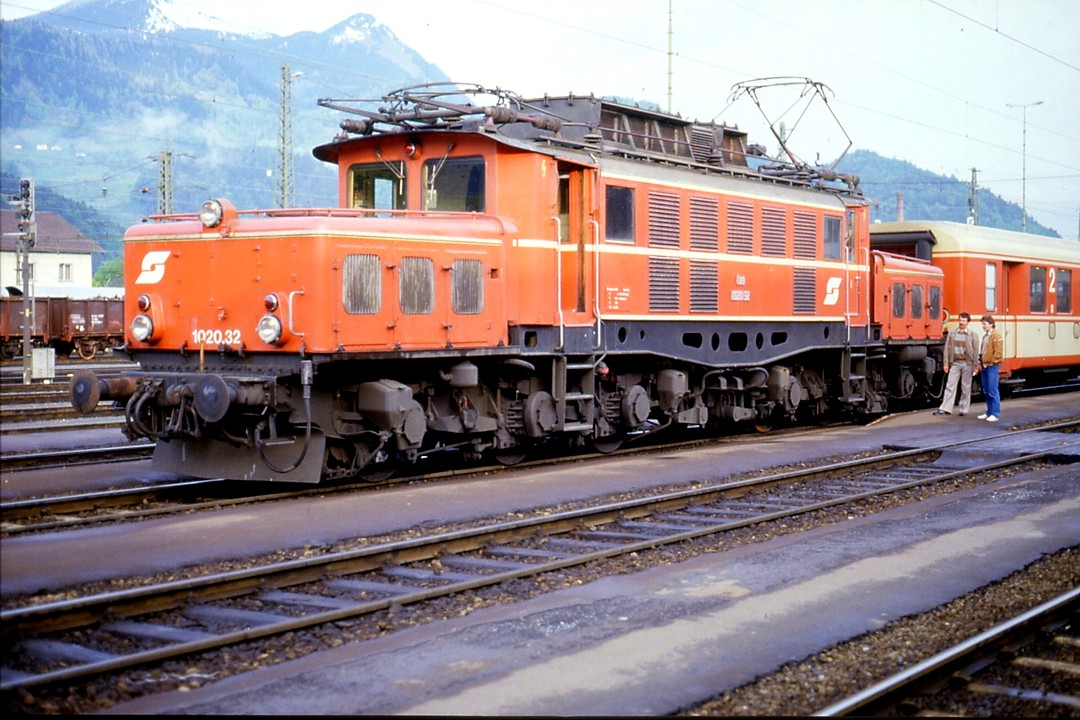
Locomotive Co'Co' ÖBB 1020
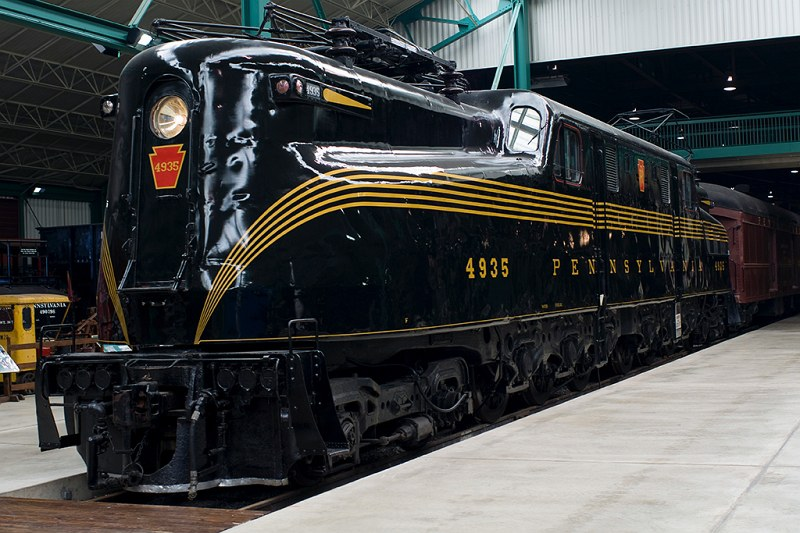
Locomotive (2'Co)(Co2') GG1 Pennsylvania
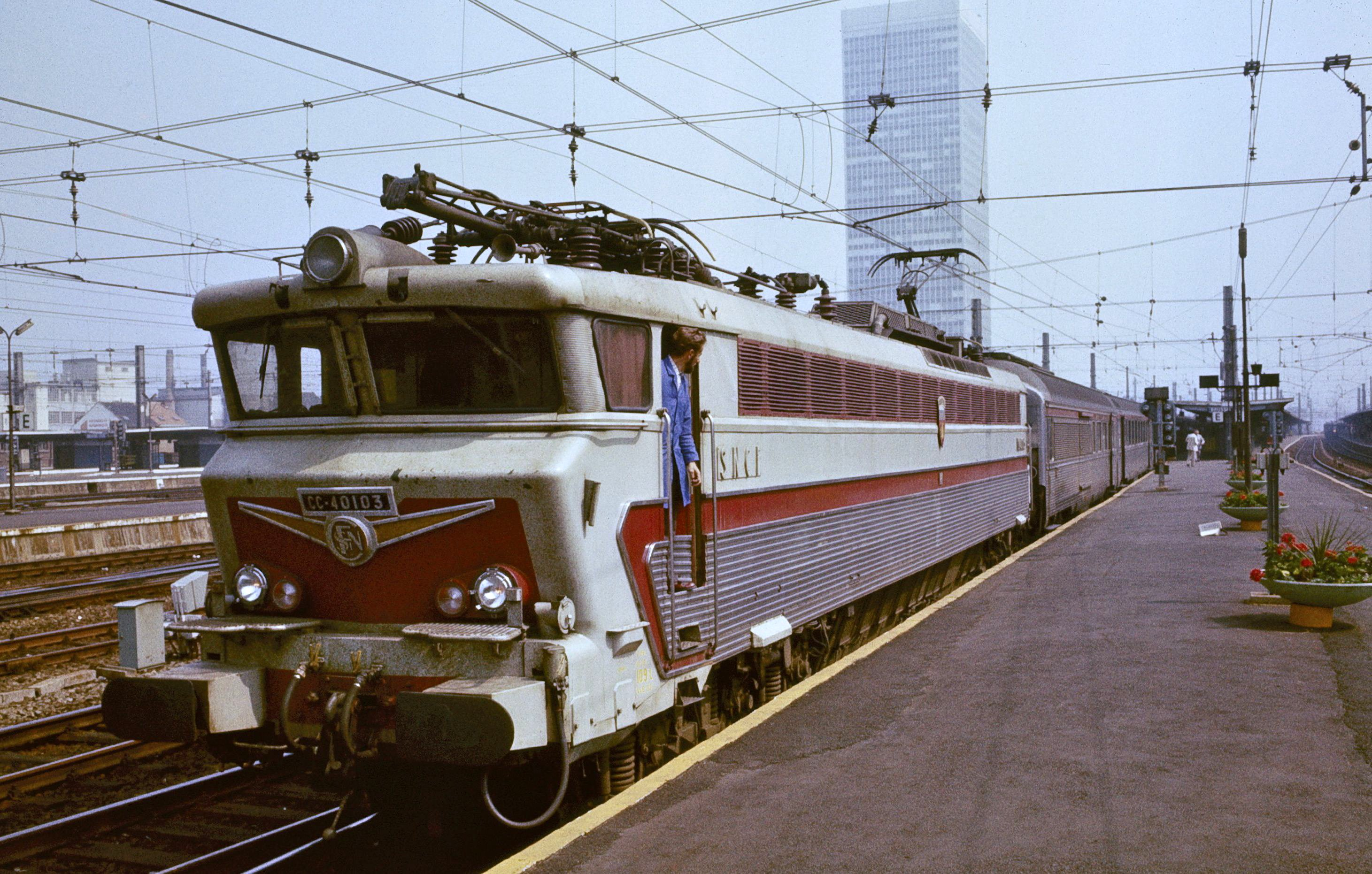
Locomotive C'C' SNCF CC 40100 TEE

### Lévitation magnétique

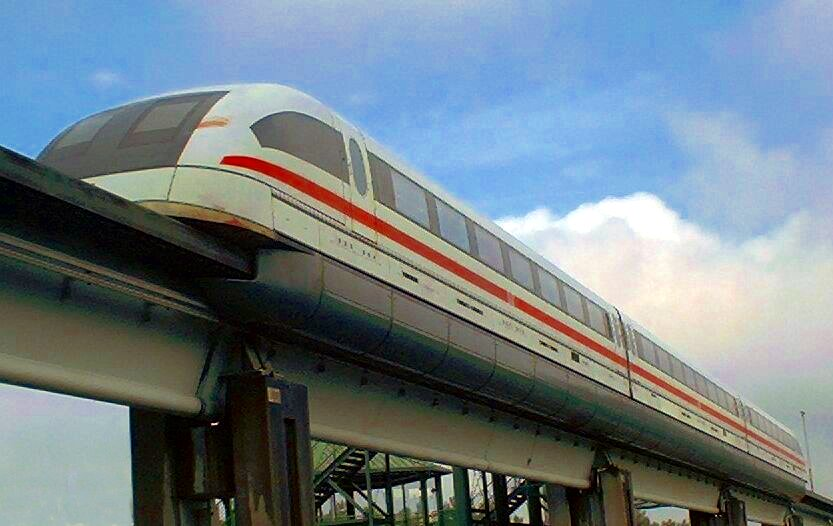
Train à lévitation magnétique Transrapid sur sa voie d'essai de l'Arrondissement du Pays de l'Ems en Allemagne.

La technique la plus récente de traction ferroviaire est la lévitation magnétique. Ces trains, alimentés par de l'énergie électrique, ont un principe de fonctionnement basé sur celui du moteur linéaire. La carcasse ouverte de ce moteur entoure le rail sans le toucher, ce qui supprime les phénomènes de friction directe. Très peu de systèmes de ce genre sont en service. Le Maglev expérimental japonais a atteint la vitesse de 603 km/h. Le Transrapid allemand est le seul train à sustentation magnétique qui ait eu un débouché commercial. Toutefois, la technologie utilisée n'autorisant pas d'interconnexion avec le réseau ferré actuel, les charges transportées étant relativement faibles et le coût de l'infrastructure étant élevé, le gain de ce type de traction n'est pas suffisant pour justifier sa survie.
Le Transrapid relie l'aéroport de Shanghai à la ville.
Le premier Maglev a circulé dans les années 1980 à Birmingham, au Royaume-Uni, en un service à faible vitesse entre l'aéroport et la gare de cette ville. Malgré l'intérêt du système, il a été arrêté à cause du manque de pièces détachées et remplacé par un système à traction par câbles.

### Bi-mode
Il existe des locomotives et des autorails bi-mode qui permettent d'utiliser la traction électrique sur les voies électrifiées ou un moteur diesel sur le reste du réseau. Citons par exemple l'automotrice B 82500 de la SNCF et la série 1900 de FEVE.

### Hybride
Il existe aussi quelques prototypes japonais, tchèque, allemand et français de locomotives hybrides fonctionnant en partie sur diesel et en partie sur batteries, rechargées pendant les freinages ou, pour le prototype japonais par une pile à combustible. En zone de montagne, le système de freinage par récupération permettrait une économie de 20 % de carburant. Une série de locotracteurs hybrides a été commandée en 2004 par l'Union Pacific et le Canadien National. Une économie de 90 % d'émission de particules a pu être observée depuis la mise en service de ces engins par rapport à un diesel classique.
En France, le lundi 17 septembre 2018, un communiqué de la SNCF fait état du développement d’un TER hybride basé sur une rame Régiolis de la région Occitanie réalisé avec Alstom et les régions Grand-Est, Nouvelle-Aquitaine et Occitanie. Il est doté de trois énergies: diesel, caténaires, et batteries lithium-ion de grande capacité.

### Modes expérimentaux
Il y a quelques autres modes de propulsion en expérimentation.
En 2006, la société Parry People Movers a réalisé un véhicule léger sur rail mû par l'énergie stockée dans un volant d'inertie à la manière des petites voitures « à friction ». Le volant est mis en rotation par un moteur électrique alimenté par des batteries, ou, sur un autre prototype, par un moteur à essence. La rotation est également entretenue lors des freinages. Il a également été proposé de lancer et d'entretenir la rotation dans des stations, ce qui augmenterait les coûts d'installation, mais réduirait ceux d'exploitation et, en allégeant les véhicules, augmenterait leur autonomie.
Le système de volant d'inertie a été testé sur plusieurs lignes, dont les réseaux à voie de 60 du Ffestiniog Railway, le Welsh Highland Railway ainsi que le Welshpool and Llanfair Light Railway. Le premier service sur ligne régulière a été lancé en février 2006 afin d'assurer le dimanche la desserte d'une petite ligne entre la gare de Stourbridge junction et Stourbridge Town au Royaume-Uni.
Ce système semble plus développé dans le domaine des transports urbains.

## Classification selon l'usage
Les trois principales catégories de locomotives sont souvent sous-divisées selon leur rôle. Ainsi, il y a des locomotives pour trains de passagers, d'autres spécialisées pour les trains de marchandises et enfin les locomotives de manœuvre. Ces catégories résultent de deux caractéristiques des machines : l'effort au démarrage (et donc la charge tractée) et la vitesse maximale. Par exemple, une locomotive conçue pour les trains de marchandises a un effort au démarrage permettant de décoller 1500 t en palier, mais sa vitesse de pointe est de 90 km/h. À l'inverse, une locomotive pour trains de passagers ne pourra pas décoller de train très lourd (500 t par exemple, ce qui représente 11 voitures Corail), mais pourra atteindre la vitesse de 160 km/h. Le cas des locomotives de manœuvre est particulier, puisqu'il s'agit d'engins prévus pour développer un effort continu à très basse vitesse, par exemple dans les triages. Leur puissance est intermédiaire, bien souvent inférieure à celle des engins prévus pour du fret. Ces locomotives ont souvent une cabine dépassant les capots afin de fournir une meilleure visibilité.
Il existe des locomotives capables de remplir plusieurs rôles à la fois, grâce à un changement de rapport d'engrenages ou via de l'électronique de puissance. Beaucoup de locomotives européennes sont de ce type, à l'inverse des engins américains restant fortement orientés vers les marchandises, et dont seule une très petite partie sera amenée à circuler au-delà de 140 km/h. La charge des trains en Europe et la possibilité de mettre les engins en unités multiples facilite la diffusion de telles locomotives.
Pour les locomotives à vapeur, un moyen simple de reconnaître leur type est de regarder la taille des roues. En effet, les pistons (donc l'effort) y étant directement reliés, on se rend compte que pour un coup de piston, une locomotive dotée de grandes roues parcourra une distance supérieure à une autre dotée de petites roues, mais qu'à énergie fournie au piston égale, celle ayant de plus petites roues fournira le couple le plus élevé. C'est pourquoi les locomotives spécialisées au service des marchandises ont souvent plusieurs petites roues reliées, alors que les locomotives passagers disposent de moins d'essieux accouplés mais très grands, jusqu'à 2 m pour les 241 P, par exemple.
Quelques locomotives sont spécialement conçues pour les chemins de fer de montagne, ajoutant au mécanismes habituels des systèmes de freinage et parfois des crémaillères. Les locomotives à vapeur conçues pour un tel service ont souvent une chaudière inclinée, afin de garantir que le foyer soit toujours entouré d'eau à chauffer, sans quoi il pourrait être très gravement détérioré.

## Représentations
La locomotive est souvent utilisée comme symbole ferroviaire, pour la signalisation, notamment les panneaux routiers, et dans l'art, voir ci-dessous la toile de Claude Monet.

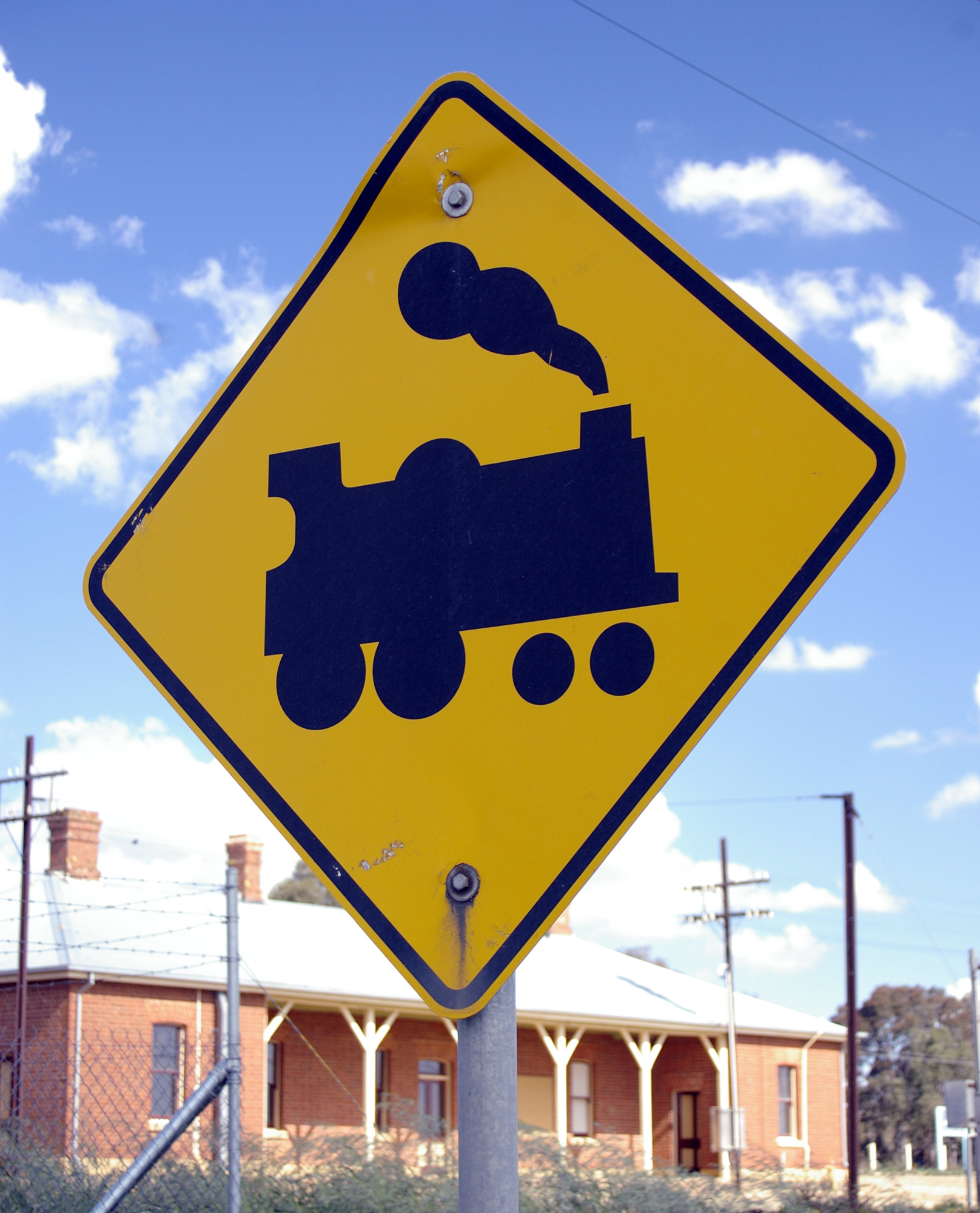
Panneau australien (routier)
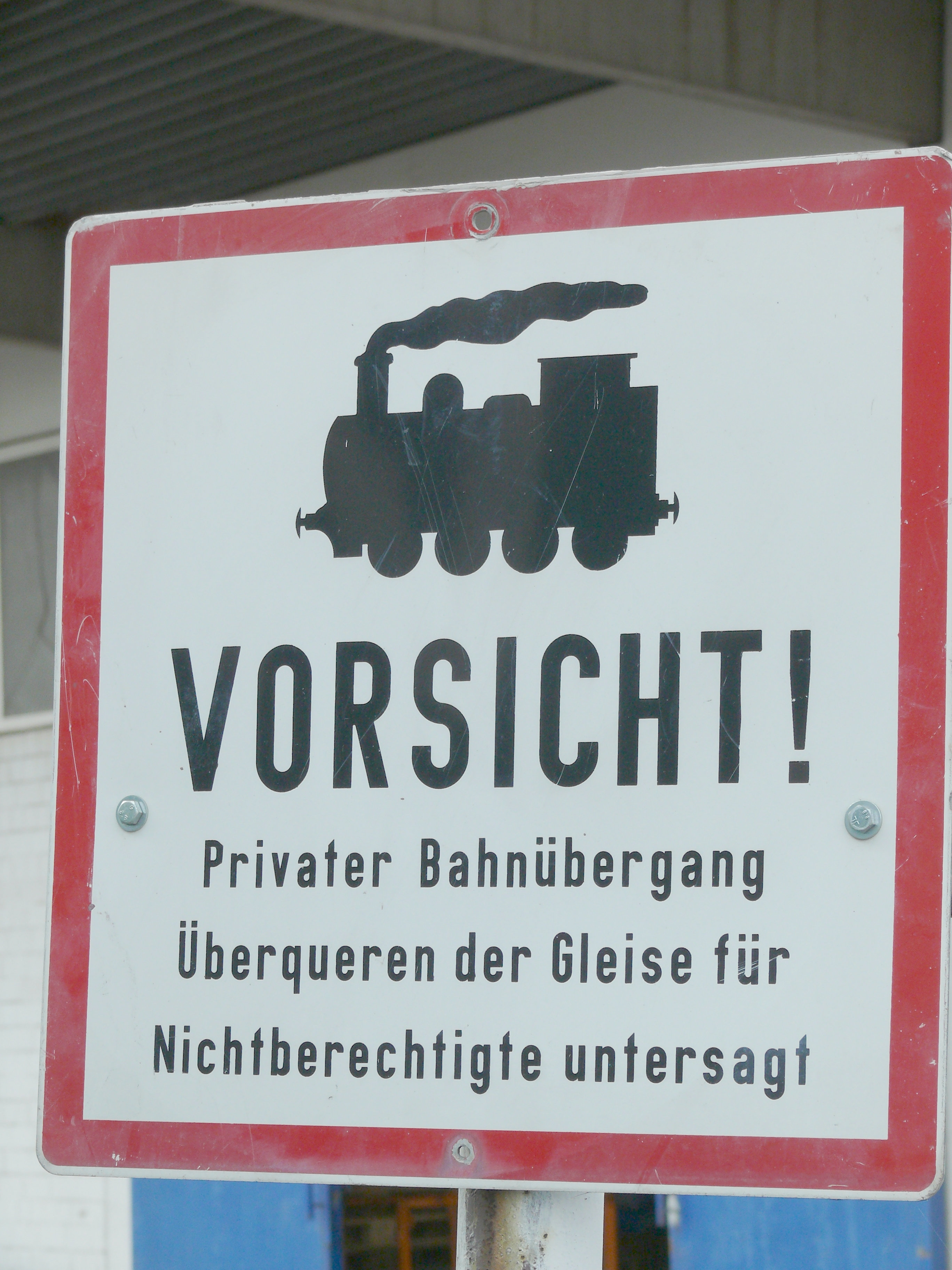
Panneau allemand
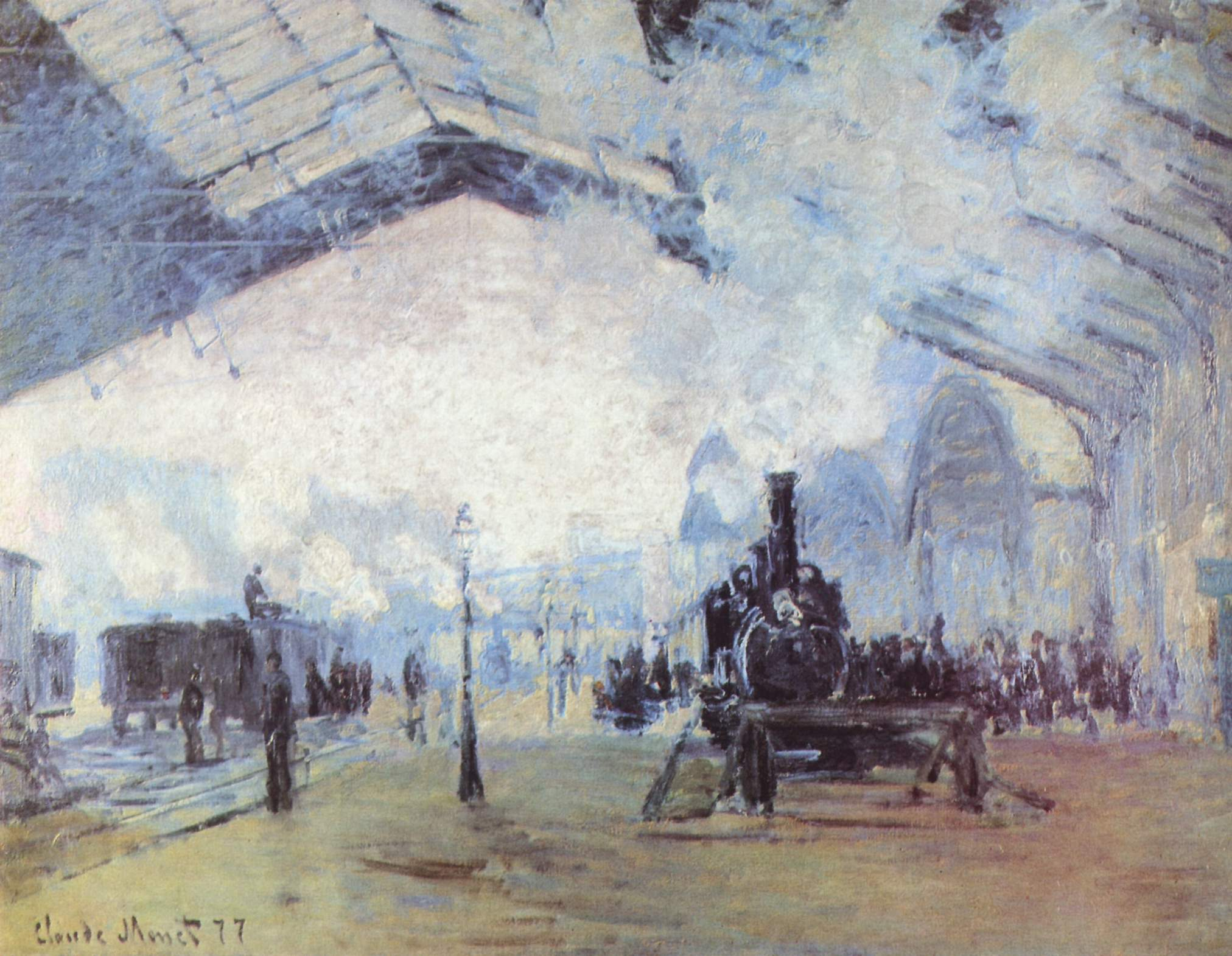
Peinture de Claude Monet (1877)